# Hippocrate
Hippocrate de Kos
«  Hippocrate de Kos » redirige ici. Ne pas confondre avec Hippocrate de Chios.
Pour les articles homonymes, voir Hippocrate (homonymie).
Hippocrate de Kos, ou simplement Hippocrate (du grec Ἱπποκράτης / Hippokrátês), né vers 460 avant J.-C. sur l’île de Kos et mort vers 377 av. J.-C. à Larissa, est un médecin et philosophe grec du siècle de Périclès, considéré traditionnellement comme le « père de la médecine ».
Il a fondé l'école hippocratique qui a révolutionné intellectuellement la médecine en Grèce antique. Il a rendu la médecine distincte et autonome d'autres domaines de la connaissance, comme la théurgie et la philosophie, pour en faire une profession à part entière.
On sait très peu de choses sur la vie d'Hippocrate, sa pensée et ses écrits. Néanmoins, Hippocrate est couramment décrit comme le parangon du médecin de l’Antiquité. C'est l'initiateur d'un style et d'une méthode d'observation clinique, et le fondateur des règles éthiques pour les médecins, à travers le serment d'Hippocrate et d'autres textes du Corpus hippocratique.

## Biographie

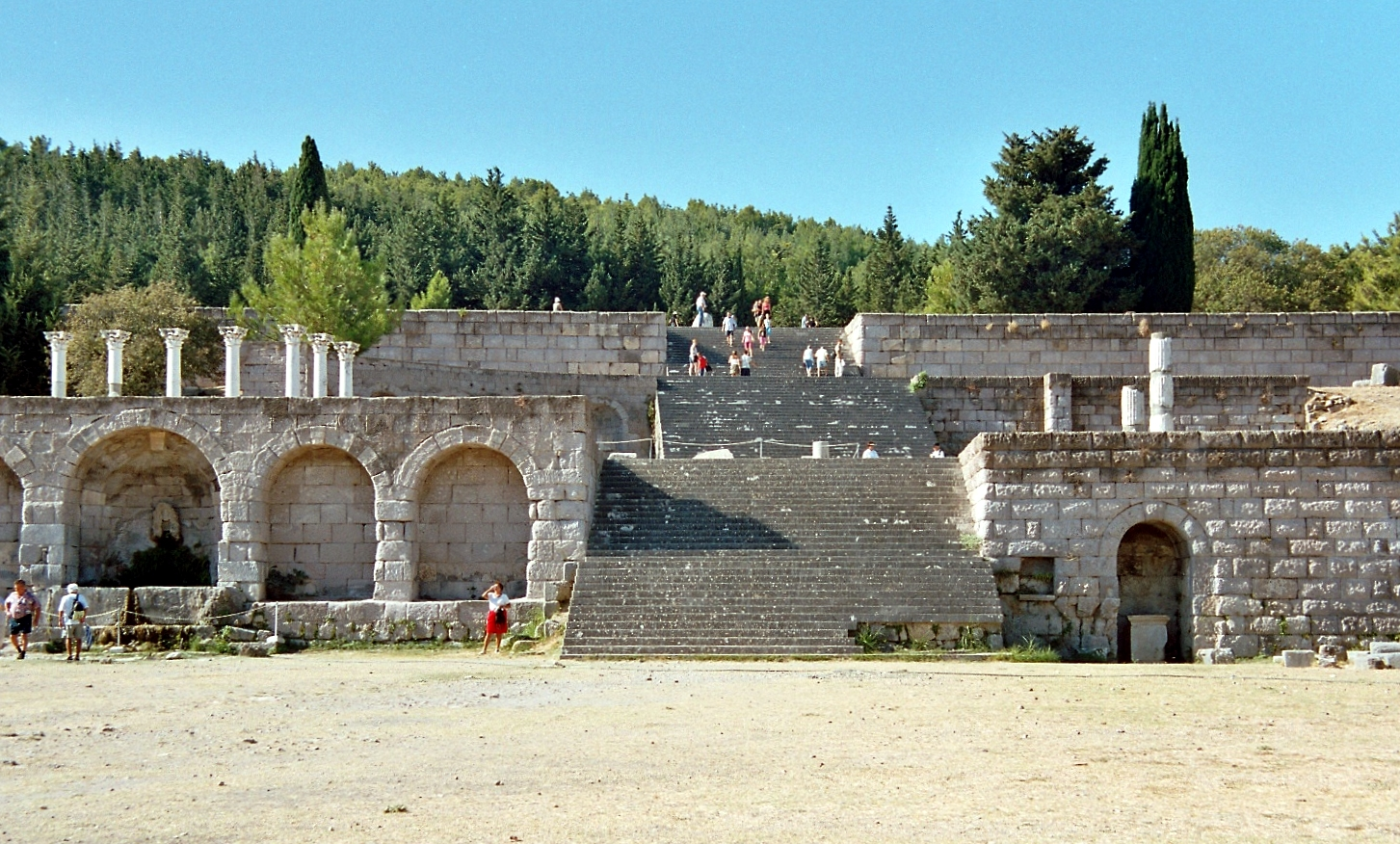
Asclépiéion sur l’île de Kos.

Selon la plupart des historiens, Hippocrate est né en 460 avant J.-C. sur l’île grecque de Kos, qui faisait partie de la confédération athénienne. Il fut un médecin réputé et un maître célèbre de médecine. Sa famille, d'origine aristocratique, transmettait un savoir médical et prétendait, comme les autres familles Asclépiades, descendre d'Asclépios par son fils Podalire.
La première partie de sa carrière s'effectue à Kos, celle-ci n'est pas la ville actuelle de Kos, la cité antique se trouvait à une autre extrémité de l'île, sur l'emplacement actuel d'une petite station balnéaire, Kamari.
Puis sa vie se déroule en Grèce du Nord, en Thessalie et en Thrace, notamment à Abdère et l'île de Thasos. D'après les textes hippocratiques mentionnant la localisation géographique des malades, la cité la plus lointaine vers le nord est Odessos (Varna actuel en Bulgarie), et vers le sud Athènes et des îles de la mer Égée, Syros et Délos.
De nombreux éléments biographiques sont apocryphes et sujets à discussions. En général, les historiens accordent plus de poids, par principe, aux témoignages du vivant d'Hippocrate, notamment ceux de Platon (dans Protagoras, Phèdre) et d'Aristote (dans Politique). D'après ces témoignages, Hippocrate était déjà de son vivant, un médecin de grande réputation, dont la méthode logique et l'emploi précis des termes avaient valeur exemplaire.
Viennent ensuite des textes grecs et romains sur leur propre passé. Les gréco-romains avaient l'habitude de composer, à titre d'exercices ou de conférences, des lettres ou des discours imaginaires de célébrités du passé, dont il est difficile de démêler le vrai du faux.
Galien se réfère à Hippocrate, et fait de nombreuses allusions à sa vie. Soranos d'Éphèse, un gynécologue grec du IIe siècle fut le premier biographe d’Hippocrate et ses écrits, intégrant ces lettres et discours, sont la source des principales informations dont nous disposons sur sa personne. Ces sources datent donc de près de cinq siècles après la mort d'Hippocrate, en 377 avant J.-C.
La réunion des textes hippocratiques (authentiques, anonymes, et hypothétiques) se fait progressivement durant le premier millénaire, jusqu'en 1526, date de la première édition imprimée des œuvres complètes d'Hippocrate en grec. Sur la base des informations contenues dans ces différents textes, de nombreux auteurs ont cherché à reconstituer, ou imaginer, une biographie d'Hippocrate. En commençant par celui de la Souda du Xe siècle (article « Hippocrate »), et l'érudit Jean Tzétzès qui rédigea une biographie d'Hippocrate dans ses Chiliades au XIIe siècle apr. J.-C.,.

### Image
« Hippocrate est le plus grand des médecins et fondateur de la médecine. »

— Sénèque, Lettres à Lucilius 95.20

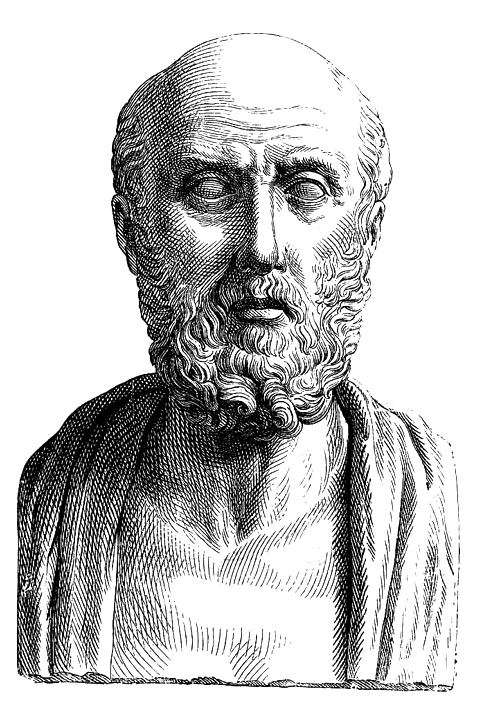
Image conventionnelle de « portrait » romain en buste (gravure du XIXe siècle).

Selon le témoignage d’Aristote, Hippocrate est connu comme « le Grand Hippocrate ». Concernant son apparence, Hippocrate fut d'abord décrit comme un « vieux médecin de campagne digne et compatissant », puis comme « arrogant et inaccessible ». Il est certainement considéré comme un sage, un homme d’une très grande intelligence et, surtout, comme un bon praticien. Francis Adams, médecin et traducteur du grec, le décrit comme un vrai « médecin, homme d’expérience et de bon sens ».
Cette image de sage, de vieux médecin est renforcée par les bustes qu’on possède de lui et qui le représentent le visage ridé et portant une grande barbe. De nombreux médecins de l'époque avaient les cheveux coupés court dans le style de Jupiter et d’Asclépios. Par conséquent, les bustes d'Hippocrate qui nous sont parvenus ne sont peut-être seulement qu’une autre version des portraits de ces divinités.
Hippocrate et les croyances qui lui sont attribuées sont considérés comme celles de l’idéal médical. Fielding Garrison, une autorité en matière d'histoire de la médecine, a déclaré : « Il est, avant tout, l'exemple de cette attitude d'esprit critique, toujours à la recherche de sources d'erreur qui est l’essence de l'esprit scientifique ». « Sa figure… se dresse pour les temps futurs comme celle du médecin idéal », selon Une courte histoire de la médecine, qui a inspiré la profession médicale depuis sa mort.
Selon Vivian Nutton : « Au XXIe siècle, à l'exception de la Bible, aucun texte et aucun auteur de l'Antiquité ne surpasse l'autorité qu'ont Hippocrate de Kos et le Serment hippocratique ». Régulièrement cité dans les revues savantes et la presse populaire, Hippocrate reste un personnage familier, considéré par tous, médecins et non-médecins, comme le Père de la médecine occidentale, dictant la conduite éthique des médecins.

### Réalités ou légendes
Il existe plusieurs courants historiques abordant la vie d'Hippocrate. Un courant sceptique et positiviste, inauguré par Émile Littré au XIXe siècle, rejette dans la légende la plupart des textes sur ce sujet. Au XXIe siècle, Vivian Nutton souligne qu'on ne sait quasiment rien sur Hippocrate lui-même, et même qu'il est peu probable qu'il soit l'auteur du Serment.
D'autres, comme Jacques Jouanna, considèrent « qu'il faut se garder bien entendu d'une trop grande crédulité, mais aussi d'un trop grand scepticisme ». Ainsi des données littéraires hypothétiques ont pu être confirmées par de nouvelles découvertes épigraphiques. Ces données restent controversées, et d'autres historiens étudient aussi la formation et l'évolution de la légende hippocratique comme des objets historiques en eux-mêmes, dont il faut saisir le rôle social différent selon les époques et les civilisations (Empire romain, islam médiéval, Renaissance européenne…).
La plupart des histoires qui sont rapportées sur la vie d'Hippocrate sont probablement fausses parce qu’elles sont incompatibles avec les données historiques, et qu’on raconte des histoires similaires ou identiques, à propos d’autres personnages comme Avicenne et Socrate, ce qui suggère qu’il s’agit de légendes. Les deux anecdotes les plus célèbres, car reprises par des écrivains ou des peintres, sont la rencontre d'Hippocrate et de Démocrite, et le refus d'Hippocrate de l'invitation du roi de Perse Artaxerxès Ier. Ces deux évènements auraient eu lieu dans la première période de la vie d'Hippocrate, lorsqu'il était encore à Kos.

#### Hippocrate et Démocrite
Des récits (notamment celui de Diogène Laërce) affirment que Démocrite, philosophe de la cité d'Abdère, était considéré comme fou parce qu'il se moquait de tout. Le peuple d'Abdère fit appel à Hippocrate pour venir le soigner. Hippocrate ne diagnostiqua chez Démocrite qu'une disposition à être heureux : loin d'être fou il riait en fait de la folie des hommes. Démocrite fut par la suite surnommé « le philosophe rieur ». Selon Jouanna, il est impossible de savoir la vérité. « Tout ce que l'on peut dire, c'est qu'Hippocrate et Démocrite sont des contemporains, et qu'Hippocrate ou ses disciples ont effectivement soigné des patients à Abdère ».
Cette anecdote a été reprise par La Fontaine dans Démocrite et les Abdéritains, et par Stendhal dans Vie de Henry Brulard. Le peintre Pieter Lastman, un des maîtres de Rembrandt, a représenté la scène : Hippocrate rendant visite à Démocrite (1622).

#### Hippocrate et le roi de Perse
Une autre légende concerne le refus d'Hippocrate d'accepter les présents d’Artaxerxès Ier, roi de Perse, qui voulait s'attacher ses services. La validité de cette anecdote est admise par les sources les plus anciennes, mais réfutée par des historiens plus modernes et est donc sujette à caution.

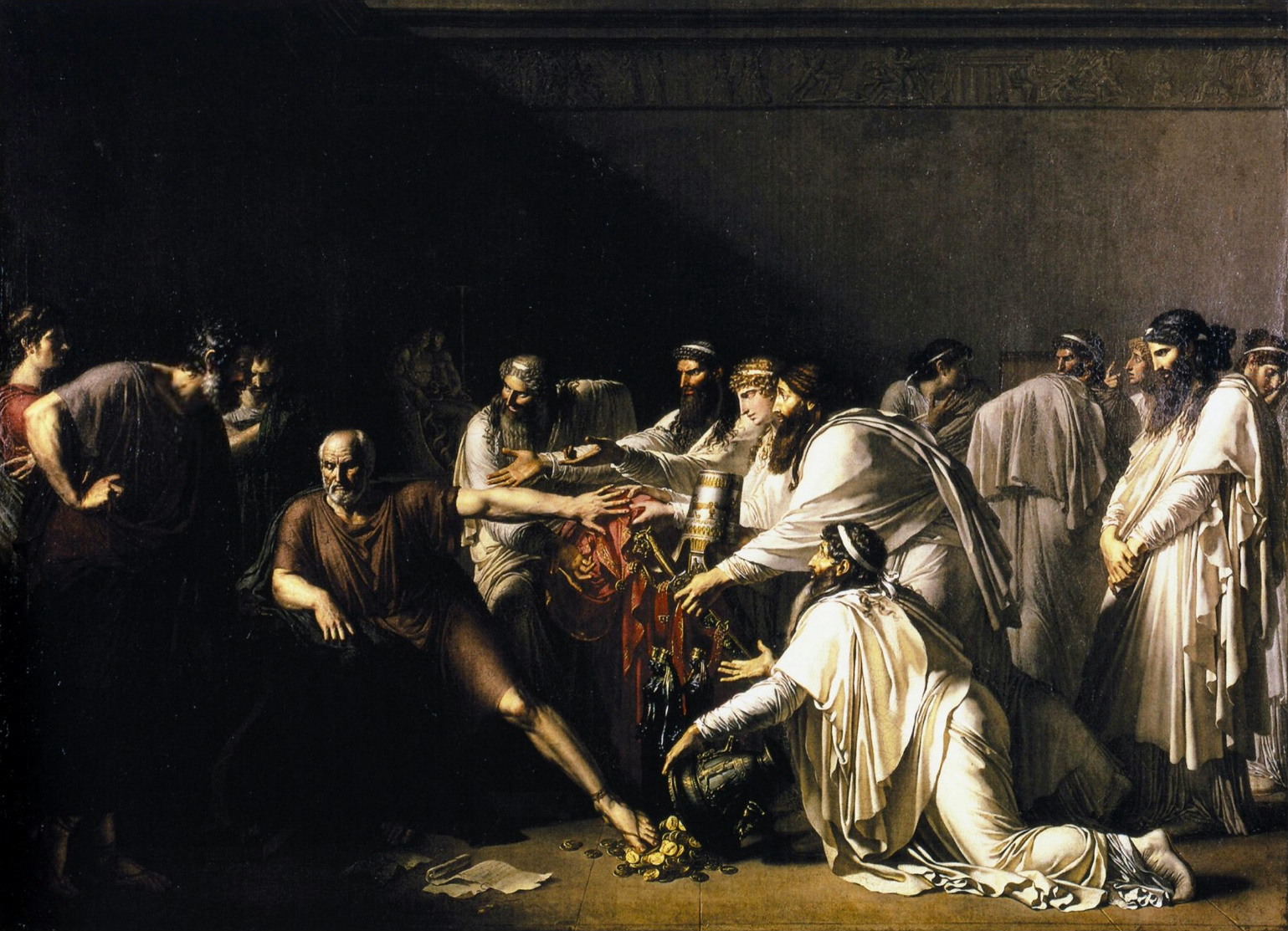
Hippocrate refusant les présents d'Artaxerxès, Girodet, 1792.

Selon Jouanna, l'invitation est vraisemblable, car les rois perses faisaient traditionnellement appel aux meilleurs médecins de leur monde étranger connu, notamment égyptiens depuis la plus haute Antiquité et grecs depuis Darius, et la présence de plusieurs médecins grecs à la cour perse est attestée. De même le refus d'Hippocrate est plausible, compte tenu du contexte politique de la période.
L'anecdote a été utilisée dans des milieux romains comme une invitation à se méfier des médecins grecs puisqu'ils n'aimaient pas les ennemis de la Grèce (Caton raconté par Plutarque) ; ou au contraire comme un modèle exemplaire de patriotisme et de désintéressement (biographes de l'Islam médiéval), et qui sera aussi retenu en Europe.
Étienne de La Boétie, dans son Discours de la servitude volontaire, témoigne d'une lettre d'Hippocrate adressée au grand Roi de Perse de refuser de servir les Barbares qui voulaient tuer des Grecs et asservir la Grèce.
En 1792, le peintre Girodet peint Hippocrate refusant les présents d'Artaxerxès, tableau remarqué par Baudelaire lors d'une exposition en 1846.

#### Le départ de Kos
Les causes du départ d'Hippocrate de Kos pour la Thessalie (à peu près avant - 420) font l'objet d'interprétations variées selon les biographes.
Il existe une tradition malveillante selon laquelle Hippocrate aurait fui après avoir incendié la bibliothèque de l'école de Cnide. Des siècles plus tard le grammairien byzantin Jean Tzétzès écrit qu’Hippocrate a aussi brûlé le temple d'Asclépios de Kos, après avoir appris la médecine en étudiant les récits de guérison consacrés par les prêtres. Il aurait agi ainsi pour détruire ses sources, cacher ses plagiats et s'assurer de l'exclusivité d'un savoir médical. Cette tradition négative, remontant à l'Époque hellénistique témoigne de l'existence d'un courant anti-hippocratique qui se serait manifesté dans l'entourage d'Hérophile, un grand médecin d'Alexandrie. Cela pourrait aussi avoir été inventé par le clergé d'Asclépios lui-même, pour faire croire à une grande ancienneté du temple malgré l'absence de preuves avant le Ve siècle.
Selon Soranos d'Éphèse, Hippocrate serait parti à la suite d'un rêve lui enjoignant de s'installer en Thessalie. Pour Jouanna, l'explication la plus vraisemblable était son désir d'enrichir son expérience, car l'une des idées importantes de la médecine hippocratique est l'influence des divers milieux naturels (airs, eaux, lieux) sur la santé et les maladies.

#### Autres anecdotes

##### La maladie d'amour
Appelé auprès du nouveau roi de Macédoine, Perdiccas II, que l'on croyait gravement malade, il aurait diagnostiqué une maladie d'amour du jeune roi pour la courtisane de son père décédé.
Une histoire analogue est rapportée à propos d'autres médecins de l'Antiquité comme Érasistrate. Dans tous les cas, un grand médecin découvre chez un jeune prince (en lui prenant le pouls et en faisant défiler devant lui, une à une, toutes les femmes du palais) une maladie d'amour cachée pour la femme (sa belle-mère) ou la courtisane de son père, vivant ou décédé. La répétition de l'intrigue fait douter de l'authenticité, d'autant plus que la prise de pouls n'est pas mentionnée dans les textes hippocratiques.
Cette histoire est restée célèbre, enrichie de variantes et d'innovations, et reprise par des poètes, comme Dracontius avec Hippocrate (Aegritudo Perdicae « La maladie de Perdiccas »), ou des peintres, comme David avec Érasistrate (Érasistrate découvrant la cause de la maladie d'Antiochus, 1774).

##### Pestilences
Hippocrate aurait contribué à la guérison des Athéniens durant la peste d'Athènes (430-429 avant J.-C.) par de grands feux utilisés pour purifier l'air (tradition de période romaine), voire en ayant découvert un antidote (tradition de période byzantine). Ces événements ont peu de chances de s'être réellement produits,,.
Selon Jouanna, il y aurait confusion avec une autre pestilence en Grèce du Nord, notamment à Delphes, dans les années 419-416 avant J.-C. La venue d'Hippocrate serait confirmée à cette époque par des inscriptions dédicatoires.

##### Mort d'Hippocrate
Il meurt à Larissa, en Thessalie, vers 370 avant J.-C., à un âge avancé (les divers biographes donnent une marge de 85 à 109 ans). Son tombeau se trouvait au nord de Larissa ; un essaim d'abeilles situé sur sa tombe fournissait un miel réputé pour ses pouvoirs de guérison,. Les nourrices locales s'y rendaient pour soigner les enfants en les frottant avec ce miel.
Après sa mort, il devient un héros guérisseur auquel on rend un culte. Dans son île natale de Kos, des sacrifices annuels furent faits chaque jour anniversaire de sa naissance. Des monnaies de bronze à son effigie apparaissent à Kos dès le Ier siècle avant J.-C. Il fait aussi l'objet de cultes privés de la part de médecins de l'Antiquité (statuettes, bustes, inscriptions funéraires…).

##### Légendes tardives

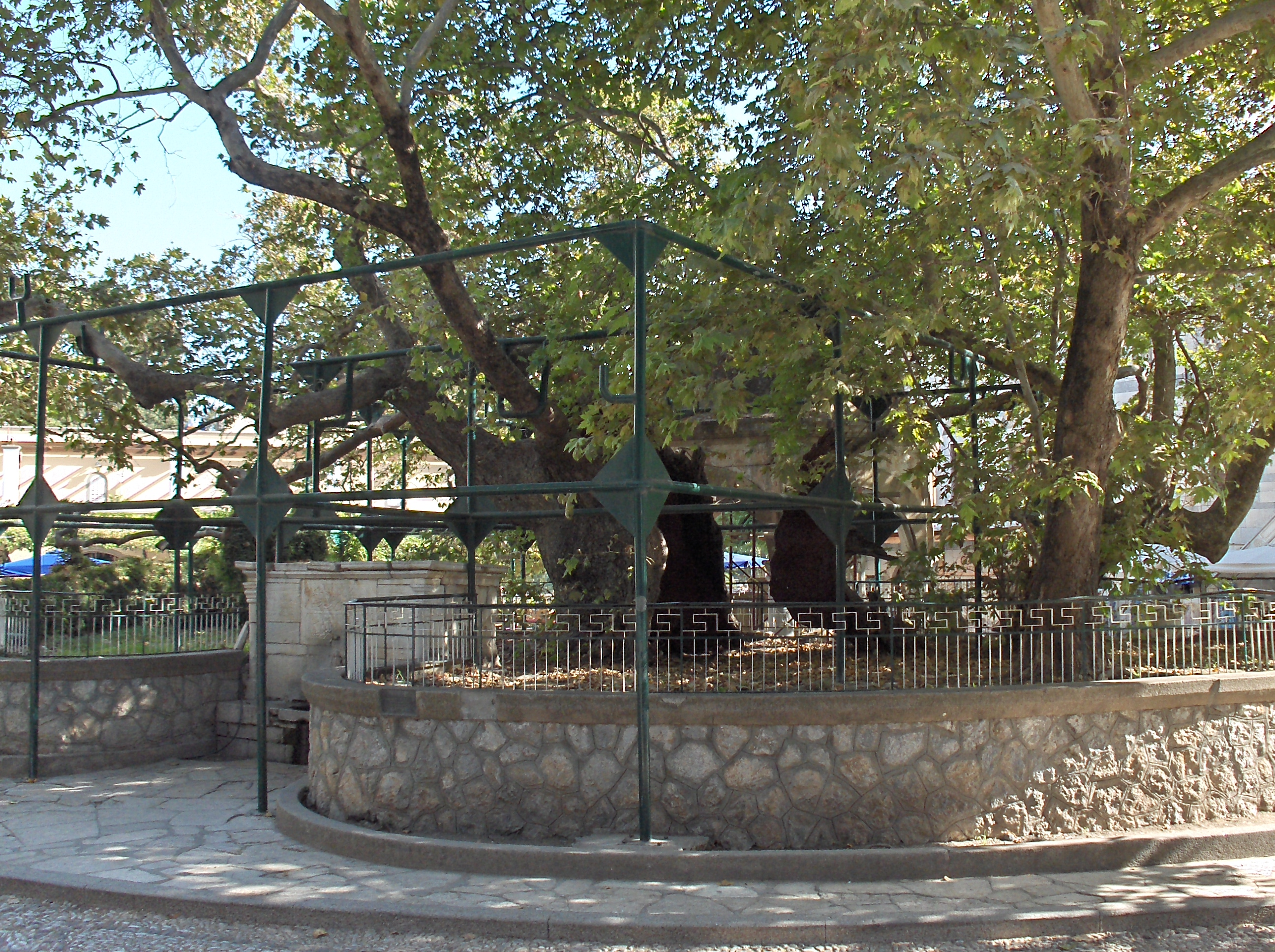
Arbre d'Hippocrate sous lequel on dit qu’Hippocrate aurait travaillé, dans la ville de Kos.

Toute une littérature pseudo-hippocratique se développe au Moyen Âge. Le faux s'y distingue par impossibilité chronologique. Ainsi, une lettre d'Hippocrate Sur la constitution de l'homme est adressée au roi Ptolémée Sôter. Elle eut un grand succès, puisqu'on connait une trentaine de manuscrits médiévaux conservant cette œuvre.
Dans le roman français du Lancelot-Graal (début du XIIIe siècle), Hippocrate entend parler de la résurrection de Lazare par Jésus-Christ. Il ne soigne plus la maladie d'amour du roi Perdiccas, mais celle du neveu d'Auguste, l'empereur romain. Ce dernier fait ériger en remerciement, à l'endroit le plus élevé de Rome, deux statues d'Hippocrate, en or et grandeur nature.
Hippocrate est aussi victime d'une Gauloise dont il est tombé amoureux. Sous prétexte d'une rencontre galante, elle réussit à le suspendre à sa fenêtre, prisonnier dans une corbeille, où il est la risée des passants. Des artistes médiévaux ont souvent représenté la scène sur des tablettes d'ivoire, la victime étant soit Hippocrate, soit Virgile.
Selon une légende arabe, le sage Lokman réussit à arracher à Hippocrate ses secrets médicaux, qu'il gardait jalousement, et Hippocrate en meurt de dépit. Selon une autre légende arabe, Hippocrate, sentant sa mort approcher, fit graver ses secrets sur une tablette et placer cette dernière dans une cassette en ivoire qu'il emporta dans la tombe. Le court texte censé être la transcription de cette tablette est traduit en latin sous le titre de Secreta Hippocratis ou de Capsula eburnea.

### Généalogie légendaire et famille
La généalogie légendaire d’Hippocrate fait remonter son ascendance paternelle directement à Asclépios (Platon précise qu’il est un « Asclépiade ») et son ascendance maternelle à Héraclès provenant des Grecs. Selon les biographies, qui se recoupent dans l'ensemble, mais divergent dans le détail, Hippocrate est le 17e, 18e ou 19e descendant à partir d'Asclépios.
L'arbre généalogique le plus complet est celui de Tzétzès. Il s'agit d'une filiation dont l'historicité n'est pas contrôlable : Asclépios, Podalire, Hippoloque, Sostratos, Dardanos, Crisamis, Cléomyttadès, Théodore, Sostratos II, Crisamis II, Théodore II, Sostratos III, Nébros, Gnosidicos, Hippocrate, Héracléidas, Phénarète, Hippocrate II qui est le grand Hippocrate.

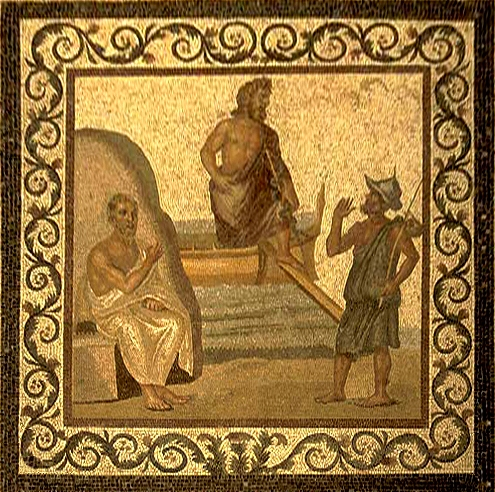
Une illustration d'Hippocrate dans l’Asclepieion de Kos, avec Asclépios figurant au centre de la scène.
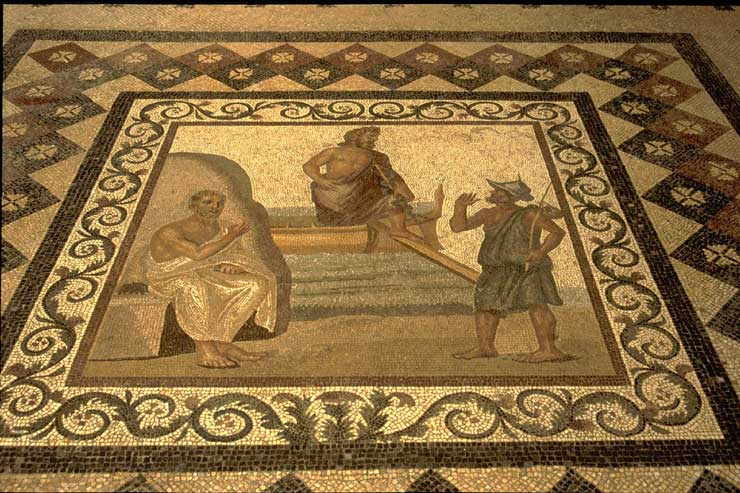
Autre illustration dans l’Asclepieion de Kos.

Les biographes n'ont pas conservé le nom de la femme d'Hippocrate, mais elle avait pour ancêtre Cadmos de Kos, tyran de l'île lors de la première guerre médique. Trois enfants naissent de ce mariage ; deux garçons Thessalos et Dracon qui seront médecins, et une fille épouse de Polybe, un autre médecin. Ce Polybe, gendre et disciple d'Hippocrate, est considéré comme l'auteur du traité hippocratique De la nature de l'homme. Cette fille d'Hippocrate a inspiré une légende byzantine, rapportée par les croisés, et qui se retrouve dans un récit de Jean de Mondeville. Transformée en dragon par un enchantement, la fille d'Hippocrate est enfermée dans un château, où seul le baiser d'un chevalier lui permettra de retrouver sa forme première. Le traité Nature de l'homme est attribué à Polybe, disciple et gendre d'Hippocrate (ne pas confondre avec l'historien Polybe de Mégalopolis) ; et De la superfétation est attribué à Léophanès par Émile Littré.

## Œuvres: le corpus hippocratique

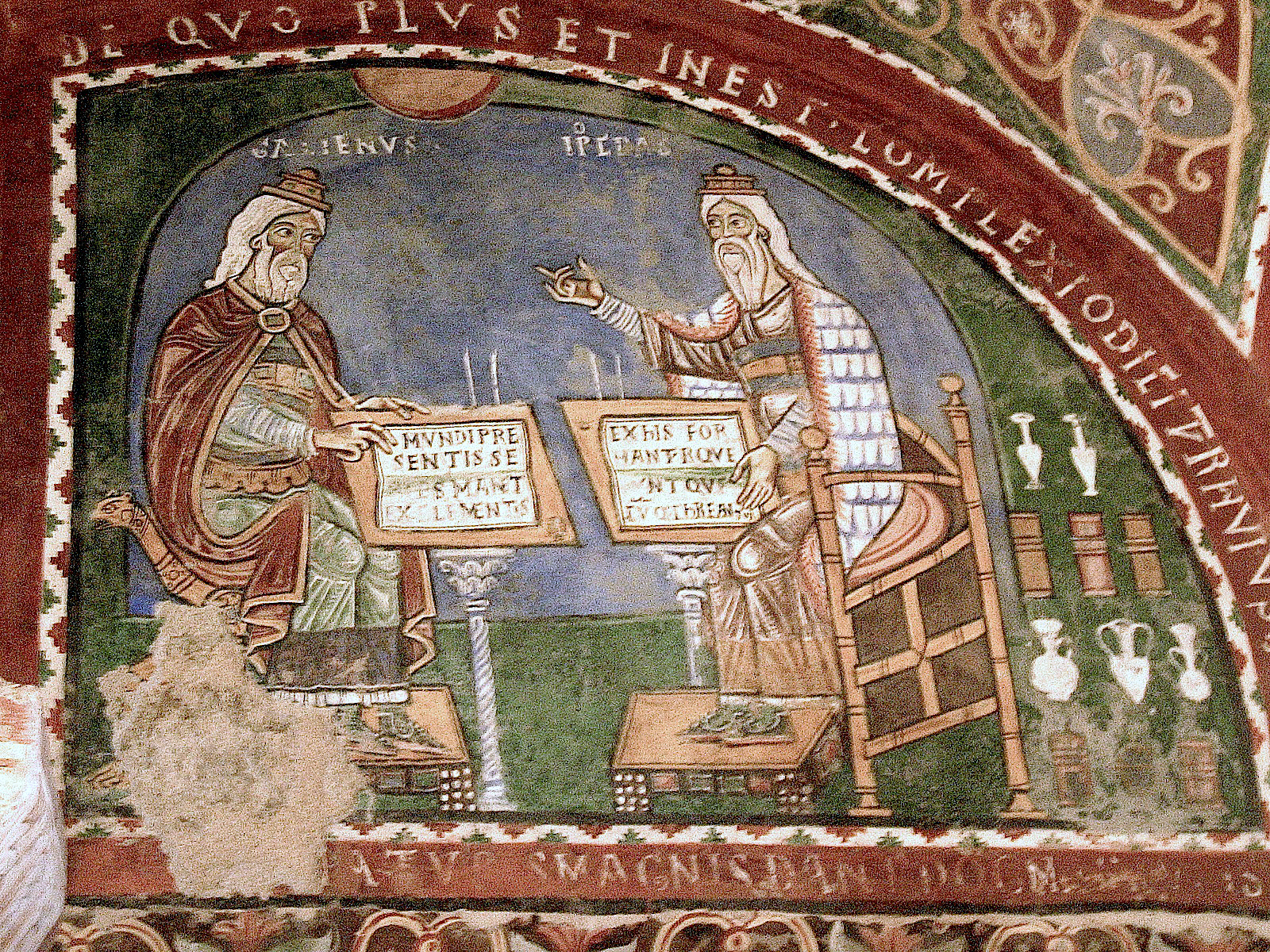
Peinture murale représentant Galien et Hippocrate. XIIe siècle, Anagni, Italie
.

Hippocrate est largement considéré comme le « Père de la Médecine »,. Son école a donné beaucoup d'importance aux doctrines cliniques d'observation et de documentation. Ces doctrines s'appuient sur une pratique d'écriture, claire et objective. C'est la première littérature médicale que l'on ait conservée, se présentant sans séparation nette entre technique et esthétique.
C'est l'apparition d'un style médical fondateur de la médecine clinique : « le malade devient objet du regard, source de signes. Écriture et séméiologie sont absolument liées ». Ce style médical combine, entre autres, la brachylogie (ellipse ou style laconique), la parataxe (les faits sont consignés en accumulation successive), l'asyndète (style sublime), le style métaphorique, le style aphoristique…
Ces procédés ne relèveraient pas d'une intention rhétorique, mais d'une réflexion consciente, raisonnée, technique. Dès lors, le nom d'Hippocrate a en réalité deux sens : c'est d'abord le personnage historique, mais aussi l'œuvre (l'ensemble des textes) léguée sous son nom, la collection hippocratique ou corpus hippocratique.

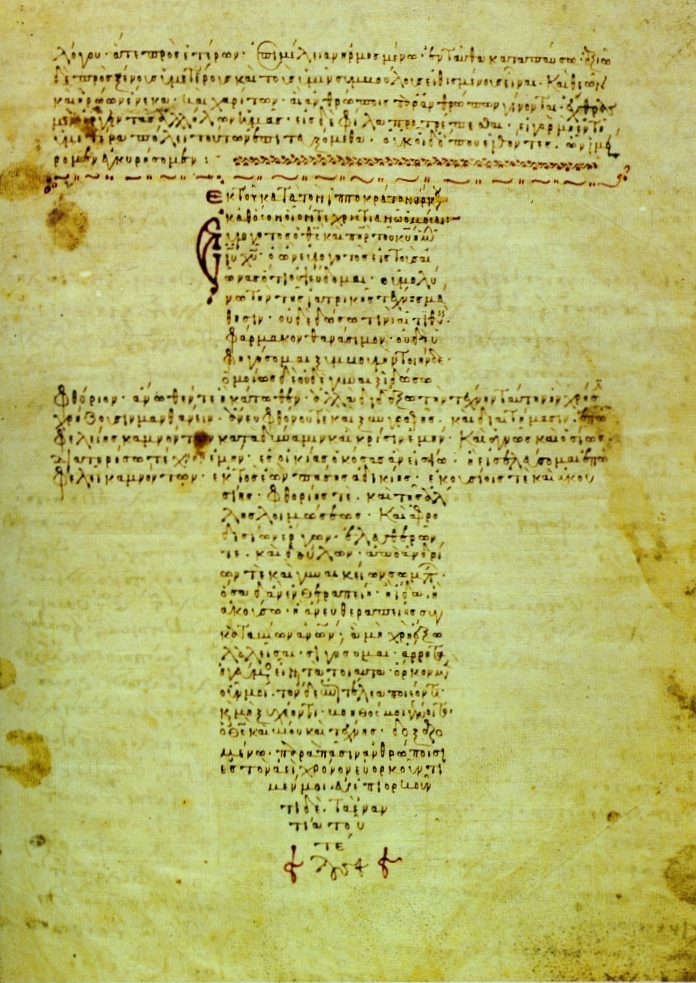
Manuscrit byzantin du XII du Serment d’Hippocrate sous la forme d'une croix.

Le Corpus hippocratique (du latin : Corpus hippocraticum) est une collection de plus de soixante traités de médecine, écrits en Ionique (dialecte ionien). Cette collection pose de nombreux problèmes non résolus de façon définitive : problèmes de classement, de datation, d'attribution…
Il apparaît comme très probable que la grande majorité des traités datent d'une période allant de 420 à 350 avant J.-C. Les autres traités s'étalant entre le IIIe siècle avant J.-C., et le IIe siècle après J.-C..
En raison des styles d'écriture et des différences de vocabulaire, des contradictions dans les doctrines, de la date apparente de rédaction, les chercheurs estiment que le Corpus hippocratique ne peut pas avoir été écrit par une seule personne. Dès l'Antiquité, Galien cherchait à déterminer les textes authentiques provenant d'Hippocrate des autres, rédigés par ses disciples ou d'autres médecins. Le Corpus hippocratique comprend différents types de textes ou genres littéraires :
- Les traités-listes sont une forme très ancienne, ils correspondent à une première organisation du savoir en listes et sous-listes plus ou moins détaillées.
- Les recueils de notes, à usage privé, où l'auteur consigne ce qui lui parait important et significatif, avec une unité de style.
- Les recueils de maximes, à des fins d'enseignement ou de mnémotechnique.
- Les essais, dotés d'une forme littéraire, de type discours ou conférence, selon différents publics : étudiants, amateurs cultivés, spécialistes…

Ces textes ont été réunis sans ordre particulier à l'origine, plusieurs classements ont été proposés au cours de l'histoire et aucun n'est apparu satisfaisant pour faire consensus.
Parmi les textes importants, le plus célèbre est le serment d'Hippocrate, sur l'éthique de la pratique médicale. Traditionnellement attribué à Hippocrate, mais cette attribution est mise en doute par la plupart des historiens. Les autres textes significatifs et les plus souvent cités sont :
- De la maladie sacrée
- Le Pronostic
- Des airs, des eaux et des lieux
- Des épidémies I et III
- Aphorismes
- De l'ancienne médecine
- De la nature de l'Homme…

À partir de la fin du XXe siècle, de nombreux problèmes historiques du Corpus Hippocratique ont perdu leur importance (attribution et classement des œuvres). Au lieu de se concentrer sur l'authentification des écrits, « les chercheurs sont désormais libres de considérer le Corpus dans toute sa diversité de formes, de doctrines et de buts […] Ensemble, ces textes montrent la création progressive d'une forme de médecine qui allait dominer la pensée et la pratique médicale occidentales pendant les siècles à venir ».
En ce sens, si le personnage Hippocrate a gardé son image de Père ou de Héros, il a laissé sa place au « médecin hippocratique » anonyme, mais représentatif d'une période cruciale de l'Antiquité.

## Fondamentaux de la médecine hippocratique
Malgré les divergences ou contradictions qui peuvent exister dans le corpus hippocratique, les historiens ont déterminé des constantes communes et « révolutionnaires » qui introduisent une nouvelle vision de l'homme et de sa place dans l'univers, où la médecine doit se définir par ce qu'elle fait et plus important encore par ce qu'elle ne fait pas.

### Causalité naturelle: la mise à l'écart du divin
Le traité De la maladie sacrée est un texte emblématique dans l'histoire des idées, car c'est le premier texte où une médecine rationnelle s'oppose à une médecine religieuse ou magique. L'épilepsie était alors appelée « maladie sacrée » en étant perçue comme une sanction divine pour une souillure indéterminée. L'auteur entend démontrer que cette maladie n'est pas « plus divine ou plus sacrée que n'importe quelle autre maladie ».
Son dernier argument est d'ordre « physiologique » : la maladie ne s'en prend qu'aux « phlegmatiques » (voir : théorie des humeurs) or, si la maladie était véritablement une visitation divine, tous devraient pouvoir en être atteints. Il ajoute que cette maladie vient du cerveau. « Toutes les maladies sont divines et toutes sont humaines », précise l'auteur, car si la nature est divine, toutes les maladies peuvent être aussi bien divines que naturelles et humaines. Sa conclusion étant qu'il faut « distinguer l'opportunité des moyens utiles, sans les purifications, les artifices magiques et tout ce charlatanisme ».
De fait, on ne trouve pas mention d'une seule maladie mystique dans la totalité du corpus hippocratique. Le médecin se distingue du prêtre guérisseur en évitant les moyens magiques ou sacrés, qui viseraient à apaiser la colère des dieux ou à purifier le malade. L'auteur hippocratique n'est pas un athée, il considère que si la nature (physis ou phusis) a bien un caractère divin, elle n'est pas le jouet des caprices des dieux, elle est soumise à un processus logique de causalité que les dieux eux-mêmes ne brisent pas, et qu'il est possible de connaitre.
Jackie Pigeaud va plus loin en montrant que De la maladie sacrée constitue aussi une théodicée, une « tentative profonde pour innocenter Dieu du mal ». L'auteur hippocratique affirme « Je ne pense pas que le corps de l'homme soit souillé par le dieu, le plus mortel par le plus pur ». Selon Pigeaud, si le rationalisme grec s'est constitué contre les dieux, c'est au nom d'une conception plus pure du Divin. En écartant la maladie de toute causalité tragique, religieuse ou morale, De la maladie sacrée distingue définitivement la maladie du mal, et la remet dans le domaine d'un spécialiste, le médecin.

### La maladie: une histoire logique du corps dans son environnement
La maladie est un processus corporel sous influence combinée de facteurs environnementaux (air, eaux, lieux), de l'alimentation et des habitudes de vie. Il s'agit d'une nouvelle vision de l'homme qui n'est plus en relation plus ou moins conflictuelle avec les dieux, mais en rapport avec son environnement. Ainsi les changements du corps ne dépendant pas d'une justice divine, mais du déroulement des saisons, du milieu social, géographique et climatique. Solidaire de son milieu, l'homme jouit de la meilleure santé quand les influences extérieures sont équilibrées et modérées.
Cette nouvelle perspective est présentée dans le traité des Airs, Eaux, Lieux, considéré aussi comme un premier traité d'anthropologie, car l'auteur applique son analyse des individus malades à l'ensemble des peuples, expliquant leur diversité par les différences de climat et de lois (régime politique).
Cependant, Hippocrate a travaillé cliniquement de façon empirique, en se basant sur son expérience et ses observations, et sur la foi de principes qui seront contestés par la médecine moderne en anatomie et physiologie (tel est le cas de la théorie des humeurs,,). Toutefois, outre les principes éthiques, ce qui reste le plus souvent d'Hippocrate en médecine moderne, sans avoir été oublié, sont les principes d'observation et d'analyse logique (logique grecque) des maladies appréhendées dans leur histoire et leur déroulement par enchaînement de causalités.
La maladie est ainsi un changement (μεταβολή) par rapport à l'habitude en période de santé (Du régime dans les maladies aiguës, 27 ; Des lieux dans l'homme, 45).

### La médecine: une relation thérapeutique

#### L'objet de la médecine
Il est défini dans le traité De l'art, il s'agit « d'écarter les souffrances des malades et de diminuer la violence des maladies » ; dans Épidémies I, on trouve la maxime « Avoir dans les maladies deux choses en vue : être utile ou du moins ne pas nuire », source probable de la fameuse locution latine Primum non nocere « D'abord ne pas nuire ».
Ici le médecin hippocratique affirme que la finalité de la médecine n'est pas la réussite du médecin, mais l'intérêt du malade. Dans les traités hippocratiques, le malade est désigné par le terme anthrôpos « l'être humain », toutes les autres distinctions (sexe, statut social, peuple ou race) étant secondaires, ce qui a fait parler d'un humanisme hippocratique.
Cependant la médecine reste un art technê, c'est-à-dire un métier, une technique qui ont leurs limites : « demander à l'art ce qui n'est pas de l'art, ou à la nature ce qui n'est pas de la nature, c'est être ignorant » (De l'art). Il faut savoir ne pas intervenir quand toute action est vaine ou nuisible « Ce que les médicaments ne guérissent pas, le fer le guérit ; ce que le fer ne guérit pas, le feu le guérit ; ce que le feu ne guérit pas doit être regardé comme incurable » (Aphorisme 7).
Il existe donc aussi en médecine hippocratique un refus de soigner dans les cas jugés désespérés, de crainte d'y laisser sa réputation (par exemple, dans Fractures, cas de fractures ouvertes du fémur ou de l'humérus à la face interne du membre). Le fondement théorique de ce refus (l'au-delà des ressources de l'art ne peut aller contre le cours naturel) est devenu étranger aux consciences modernes.
Plus proches des préoccupations modernes, sont l'évitement de l'innovation spectaculaire, qui profite plus au médecin qu'au malade (Fractures) ou encore la probité du médecin qui lui fait reconnaitre ses propres erreurs pour éviter qu'elles ne se reproduisent (Épidémies V).

#### La triade hippocratique
Selon l'auteur de Épidémies I, « L'art de la médecine se compose de trois termes : la maladie, le malade et le médecin. Le médecin est le desservant de l'art. Le malade doit s'opposer à la maladie avec l'aide du médecin ». Cette triade a été appelée « le triangle hippocratique » car selon Gourevitch, il s'agit bien d'une figure géométrique à trois sommets qui offre deux points de vue pour observer les deux autres sommets : le point de vue du médecin et le point de vue du malade.
La relation thérapeutique est pensée en termes de stratégie d'alliance dans un combat. Il faut combattre la maladie et cette lutte est menée par le malade, le médecin est l'allié du malade, celui qui l'aide à combattre. « On constatera ici la modestie du médecin et sa profondeur humaine. Cette dimension […] constitue l'une des originalités de l'hippocratisme ».
Selon Debru, le médecin historien helléniste Littré aurait traduit à l'envers la dernière phrase en la présentant ainsi : « Il faut que le malade aide le médecin à combattre la maladie » tant Littré est persuadé, au XIXe siècle, que c'est au médecin de combattre et au patient de l'aider. À la fin du XXe siècle, l'étrangeté du texte original disparaît, avec l'actualité faisant prévaloir le point de vue du malade.
Le médecin hippocratique doit donc déployer une stratégie professionnelle pour être accepté par le malade comme allié, d'abord par son savoir et son savoir-faire, mais aussi par l'apparence, l'attitude et le comportement, le discours et le sens du dialogue. Aristote, et surtout Platon, transposent cette réflexion médicale dans la rhétorique, la politique et l'éthique. Le législateur (ou l'homme politique dans la démocratie athénienne) doit être, comme le médecin, un homme non seulement savant en son art, mais aussi un maître de persuasion.

#### Professionnalisme
La médecine hippocratique se distinguait par son strict professionnalisme, sa discipline et la rigueur de sa pratique. Les traités consacrés à ces questions sont en particulier Du médecin, De la bienséance, et De l'officine du médecin. Ces textes recommandent aux médecins d'être toujours rigoureux, honnêtes, calmes, compréhensifs et sérieux. Une attention particulière est apportée à tous les aspects de la pratique : les prescriptions détaillées pour l'éclairage, le personnel qui assistait le praticien, le positionnement des instruments et du patient, les techniques de bandage et de contention dans les lieux d'opérations. Il faut même veiller à garder les ongles courts pour utiliser au mieux le toucher du bout des doigts.

« La règle du médecin doit être d'avoir une bonne couleur et de l'embonpoint, suivant ce que comporte sa nature […] Puis il sera d'une grande propreté sur sa personne, mise décente, parfums agréables et dont l'odeur n'ait rien de suspect ; car, en général tout cela plaît au malade […] Il aura la physionomie réfléchie, sans austérité ; autrement il paraîtrait arrogant et dur ; d'un autre côté, celui qui se laisse aller au rire et à une gaieté excessive est regardé comme étranger aux convenances ; et cela, il faut s'en préserver soigneusement. La justice présidera à toutes ses relations car il faut que la justice intervienne souvent ; ce ne sont pas de petits rapports que ceux du médecin avec les malades ; les malades se soumettent au médecin, et lui, à toute heure, est en contact avec des femmes, avec des jeunes filles, avec des objets précieux ; il faut, à l'égard de tout cela garder les mains pures (Du médecin, 1, traduction Littré). »

Enfin, les difficultés du métier sont ramassées dans le premier aphorisme des Aphorismes, plus connu par l'expression latine « Ars longa, vita brevis » (l'art est long et la vie est courte), mais dont le texte original complet est :

« La vie est courte, la science est longue, l'occasion fugitive, l'expérience trompeuse, le jugement difficile. Il faut non seulement faire soi-même ce qui convient, mais encore faire que le malade, les assistants et les choses extérieures y concourent (Aphorismes, I, 1, traduction Littré). »

## Observations et pronostic

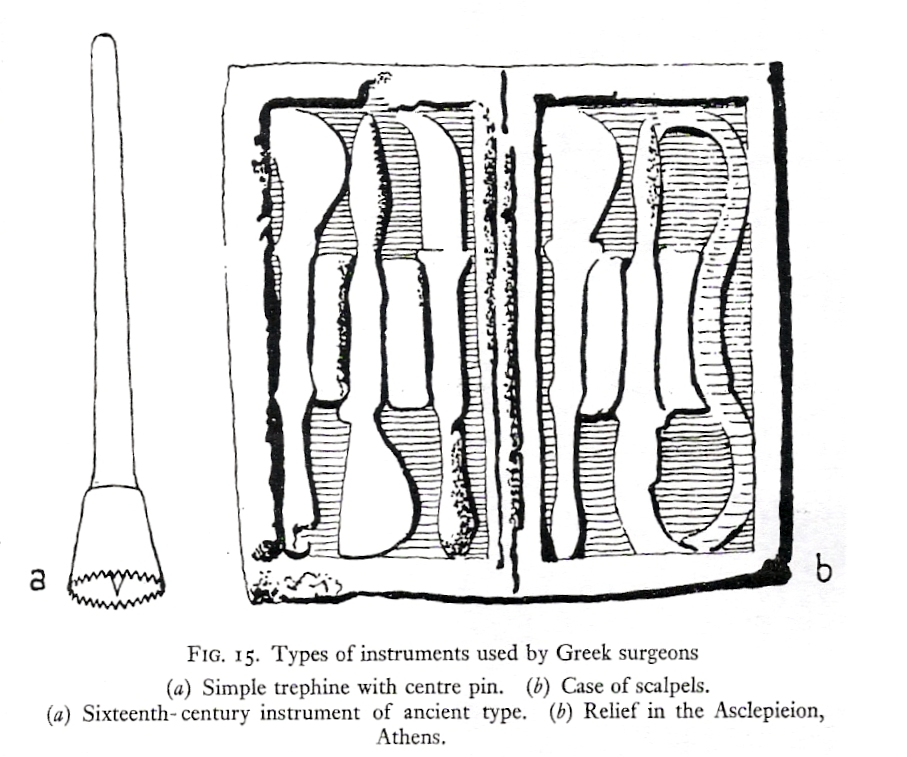
Instruments chirurgicaux de l’Antiquité grecque. Sur la gauche on distingue un trépan et sur la droite, un jeu de scalpels. La médecine hippocratique a fait bon usage de ces instruments.

L'examen hippocratique du patient a pour but de déterminer l'écart entre son état présent et son état habituel, lorsqu'il était proche de l'état des gens en santé. Pour cela, le médecin utilise ses cinq sens de façon systématique (en commençant par la vue) et progressive (d'abord de loin puis de près, en allant d'une approche d'ensemble aux détails minutieux). Ayant rassemblé ces éléments, il questionne le patient ou son entourage pour les évaluer par rapport à un état antérieur,.
Il utilise alors sa « raison » pour déterminer les changements en cours, en remontant au passé, et en « calculant » l'avenir. C'est alors qu'il peut juger de l'opportunité de traiter, par quels moyens et à quels moments.
Cette démarche est différente du diagnostic moderne qui vise à distinguer de plus en plus précisément une maladie particulière. Le médecin hippocratique cherche des symptômes visibles indiquant les changements internes (invisibles) en cours chez un malade. « Il s'intéressait à la disposition individuelle et non à la cause singulière. Pour lui, la différenciation se produisait au niveau du patient et non de la maladie ».

### L'examen clinique
Le traité Le pronostic recommande les principales observations à faire : l'examen du visage et des yeux, de la position du malade sur sa couche (placement des jambes et mouvements des mains), de la respiration (rythme, chaleur et humidité du souffle), les plaies ou abcès s'il en existe, les sueurs chaudes ou froides, le toucher des hypocondres (dureté et sensibilité), la chaleur ou le froid des parties du corps, troubles du sommeil, examens des fluides corporels (couleur, densité, odeur... des selles, urines, crachats...).
Le traité Épidémies I et III ajoute : le régime déjà prescrit et celui qui l'a prescrit, la constitution de l'atmosphère et la situation du lieu, les habitudes de vie et l'âge, le discours, le comportement, le silence et les pensées, etc. Dans ce traité, les observations cliniques sont des comptes-rendus très détaillés, notant l'évolution de la maladie, jour par jour, d'un patient particulier (nom, lieu géographique, condition sociale), soit au total 42 patients en tout. Il n'existe rien de comparable à ces rapports quotidiens dans tous les textes médicaux jusqu'au XVIe siècle. Parmi les premiers à reprendre ce modèle d'observations détaillées, on trouve Guillaume de Baillou (1538-1616).

### Le pronostic
Le rassemblement des données obtenues par les sens (« expérience ») se complète par l'utilisation de la raison ou plus exactement la faculté de calculer logismos ou logizesthai. À partir de là, l'auteur du traité De l'art se propose de passer du visible à l'invisible, c'est-à-dire de percevoir non seulement les maladies apparentes à la surface du corps, mais aussi celles qui se cachent à l'intérieur. « Car ce qui échappe au regard des yeux, tout cela est vaincu par le regard de l'intelligence ».
Cette faculté de calculer permet aussi un pronostic prognôsis ou « prognose grecque » qui est une prévision distincte de la prédiction divinatoire ou mantique. Le rôle du pronostic hippocratique a été diversement interprété par les spécialistes. Ce pouvait être un moyen de montrer ses compétences en se démarquant des devins (la prognose grecque est une « divination » par le corps « qui marche »), tout en se protégeant des accusations de négligence, en indiquant l'issue la plus prévisible. « De la sorte, le médecin sera justement admiré, et il exercera son art habilement ; en effet, ceux dont la guérison est possible, il sera encore plus capable de les préserver du péril (…) et, prévoyant et prédisant quels sont ceux qui doivent périr et réchapper, il sera exempt de blâme » (Le pronostic, 1) ». Selon A. Debru, l'un des buts avoués du pronostic hippocratique, est aussi de séduire et d'être admiré : « ils étaient aussi anxieux de guérir que d'échapper au blâme ».
Selon Pigeaud, la saisie hippocratique du déroulement temporel de la maladie est « une des grandes expériences antiques du temps, qui a contribué à la prise de conscience de la durée, comme du temps orienté. ». La maladie est aussi un processus historique. Des analogies ont été relevées entre la méthode historique de Thucydide et la méthode hippocratique, notamment la notion de « nature humaine » comme mode d'explication de répétitions prévisibles en vue d'une utilité future, pour d'autres temps ou pour d'autres cas,.
La « prognose grecque » est aussi un moyen de contrôler la maladie, de façon à modifier le traitement lors d'évènements prévus pour intervenir rapidement même dans les maladies aiguës les plus dangereuses. Ainsi la médecine hippocratique utilise des termes tels que, « exacerbation », « rechute », « résolution », « crise ou paroxysme », « pic » et « convalescence »,.
Par exemple, une des contributions d’Hippocrate est sa description et son pronostic de l’empyème thoracique (pleurésie purulente), et sa détermination du moment et du siège d'une ponction pleurale avec drainage pleural (Des Maladies, II). Son principe de base reste toujours valable au début du XXIe siècle.

### Éponymies

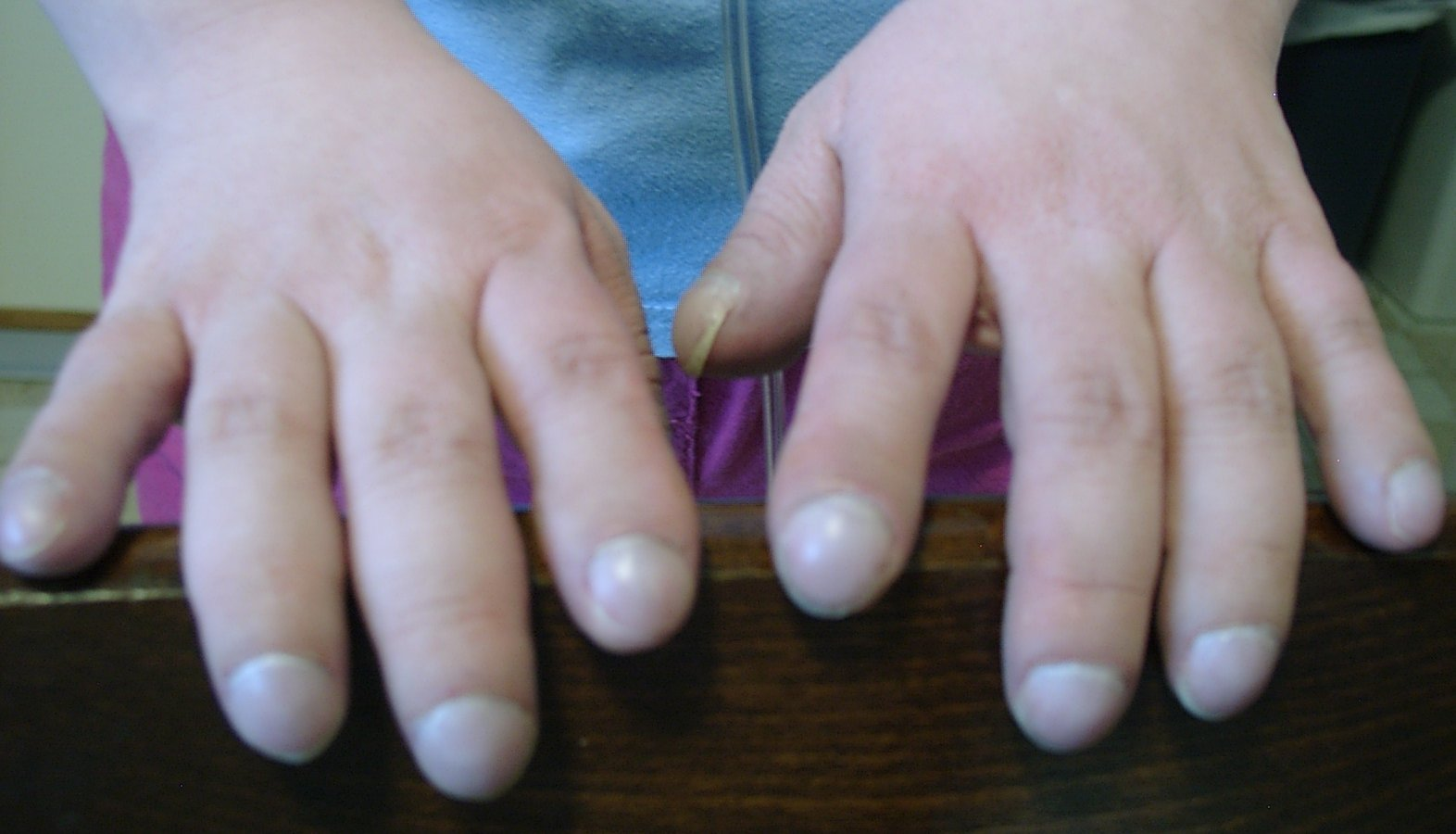
Doigts en baguettes de tambour secondaire à une hypertension artérielle pulmonaire chez un patient atteint du syndrome d'Eisenmenger. Décrit pour la première fois par Hippocrate, l’aspect des doigts en baguette de tambour est également connu sous le nom « d’hippocratisme digital ».

#### Faciès hippocratique
Le « faciès hippocratique » est le changement qui se produit dans le visage à l'approche de la mort, ou pendant une longue maladie. Shakespeare fait allusion à cette description dans sa relation de la mort de Falstaff dans Henry V acte II, scène III,.
Dans le traité Le Pronostic, après avoir dit que le danger est d'autant plus grand que le visage s'éloigne de son apparence habituelle, la description originale est la suivante : « Les traits ont atteint le dernier degré d'altération quand le nez est pincé, les yeux enfoncés, les tempes affaissées, les oreilles froides et contractées, les lobes des oreilles écartés, la peau du front sèche, tendue et aride, la peau de toute la face jaune noire, livide ou plombée. » Dans le même texte, le médecin peut s'approcher pour examiner les yeux : « Si les yeux fuient la lumière, s'ils s'écartent de leur axe, si l'un devient plus petit que l'autre ; si le blanc se colore en rouge, s'il y parait des veinules livides ou noires, s'il se montre de la chassie autour de la prunelle, s'ils sont agités saillants hors de l'orbite, ou profondément enfoncés ; si les prunelles sont desséchées et ternes, l'ensemble de ces signes est de funeste augure […] On portera encore un augure funeste, si les lèvres sont relâchées, pendantes, froides et tout à fait blanchies ». Le pronostic (traduction Littré) ». Le texte précise que le médecin doit confronter ces observations avec des données d'interrogatoire sur des causes telles que l'insomnie, la diarrhée ou le jeûne. Si c'est le cas, le patient peut se rétablir en un jour et nuit. En l'absence de ces causes, si le patient n'est pas rétabli dans le même intervalle de temps, il est près de la mort.

#### Hippocratisme digital
C'est une déformation de l'extrémité des doigts ou des orteils n'intéressant que les parties molles et les ongles. Cet hippocratisme digital est aussi appelé signe des « doigts en baguette de tambour ». C'était un signe important, présent dans des cas appelés aujourd'hui bronchopneumopathie chronique obstructive, cancer du poumon, cardiopathies congénitales cyanogènes, etc.

#### Succussion hippocratique
C'était une manœuvre clinique historique qui consistait à secouer le patient par les épaules, afin de percevoir un éventuel « bruit de succussion », bruit de clapotis ou de fluctuation produit par un liquide dans la plèvre au cours d'un épanchement pleural. Le procédé est décrit dans Des Maladies II, pour détecter de quel côté est le bruit afin de déterminer l'endroit d'incision pour l'évacuation de liquide ou de pus.
Ce procédé d'auscultation immédiate a été longtemps méconnu, jusqu'à ce que Laennec, au début du XIXe siècle, le redécouvre en lisant Hippocrate. Il teste lui-même la méthode pour entendre effectivement la fluctuation du liquide. Il rend hommage à l'exactitude d'Hippocrate, mais il lui reproche de n'avoir pas compris que le bruit de clapotis suppose une collision d'air et de liquide, donc aussi une présence d'air dans la cavité pleurale (pneumothorax).

#### Dispositifs et manœuvres orthopédiques
Le « banc d'Hippocrate » qui est un appareil permettant de mettre les os en traction et le « bandage hippocratique » sont deux dispositifs qui ont reçu le nom d’Hippocrate.
La « réduction d'Hippocrate » est une réduction d'une luxation de l'épaule par traction sur le membre supérieur, accompagnée d'une contre-traction dans l'aisselle où l'opérateur pousse à l'aide de son pied.

#### Autres
découv
Le rire ou rictus sardonique, provoqué par le spasme des muscles du visage, est aussi parfois qualifié de « sourire d'Hippocrate ».
La « chausse d'Hippocrate » est un filtre rudimentaire constitué par une étoffe formant une sorte de chaussette munie d'une corde.
Une boisson médicinale très utilisée au Moyen Âge, l’« hypocras », est aussi réputée avoir été inventée par Hippocrate.

## Savoirs et théories
La médecine hippocratique et sa philosophie (« hippocratisme ») constituent une médecine « sans anatomie, ni physiologie » du point de vue moderne. Elle se situerait dans le cadre plus général des médecines traditionnelles d'autres civilisations, plus proche des médecines naturelles que de la médecine académique moderne, laquelle est surtout fondée sur la méthode anatomoclinique et les sciences biologiques.
Le savoir hippocratique est conjectural, à partir de suppositions fondées sur des apparences (phainomena). Dans des textes hippocratiques (De l'ancienne médecine, 9), l'art médical se rapproche de la navigation, c'est le pilote d'un navire qui doit affronter de nombreuses forces mouvantes et changeantes. Il doit guider ce navire à bon port, en sachant prévoir les manœuvres décisives à un moment donné, lors de circonstances précises. Le médecin se distingue par son expérience, car il n'existe pas de moyens d'atteindre la vérité exacte (akribès), le seul critère admis est le correct (orthόn). Le médecin est condamné à se frayer un chemin, s'aidant de tous les signes, en le conjecturant à coups d'opinions (dόxas).
Les théories hippocratiques se basent sur l'observation intégrée dans un vaste ensemble d'analogies familières. Le va-et-vient constant à l'intérieur du corps est comparé à l'entretien des forêts, l'estomac est un four, l'utérus une ventouse, les processus de fabrication des fromages illustrent la coagulation ou la séparation des liquides dans le corps, etc. Selon Nutton, « il est difficile de juger dans quelle mesure on doit prendre au sérieux ces multiples analogies […] il vaut peut-être mieux les interpréter uniquement dans leur contexte immédiat », c'est-à-dire celui de textes prononcés en public pour expliquer et convaincre,.

### Corps et fonctionnement
La distinction anatomie / physiologie est d'origine moderne, la médecine de l'Antiquité englobe les deux sous le terme de physis. La structure anatomique est inséparable de sa fonction présumée (cause finale ou telos). Le médecin hippocratique ne pratique pas la dissection humaine, il cherche à reconstituer l'intérieur du corps à partir de l'examen en surface, ou de l'observation de dissections animales. Le vocabulaire hippocratique utilise de nombreux termes « faux amis », encore utilisés de nos jours mais dans un tout autre sens.
Les principaux organes se répartissent dans deux grandes cavités séparées par le diaphragme.

#### Les os et la chair
La disposition et la forme des os est dans l'ensemble exacte. Cette connaissance assez précise s'expliquerait par l'étude des luxations et fractures, principal sujet des traités chirurgicaux, et la longue résistance des os à la décomposition, après la mort.
Les muscles sont connus, mais pas leur propriété de se contracter, aussi sont-ils appelés « chair ». Ce sont les ligaments qui ont pour fonction de maintenir l'ensemble et provoquer le mouvement, ces ligaments sont appelés neura, terme désignant, dans le contexte hippocratique, à la fois les tendons et les nerfs. Ce point de vue antique reste ancré dans le langage populaire où le terme « nerfs » désigne en fait ligaments et aponévroses (toutes les parties blanches) dans une viande rouge de boucherie.

#### L'air et le sang
Le corps est parcouru par des conduits phlebes, à la fois les veines et les artères sans distinction. Ces conduits répartissent le sang, l'air ou les humeurs, séparément ou ensemble. Le terme moderne trachée est une abréviation du terme hippocratique trachée-artère. Le nombre et la disposition de ces vaisseaux est variable selon les textes hippocratiques, montrant que ce système vasculaire ou « protovasculaire » est très discuté durant l'Antiquité jusqu'à Galien. Des auteurs hippocratiques peuvent décrire dans le corps des trajets de l'air sans faire intervenir les poumons, ou du sang sans mentionner le cœur.
Selon les textes, le point de départ du système vasculaire peut être la tête, le foie, la rate, ou le cœur. Le pouls artériel n'est pas encore connu et ne sert pas au diagnostic. Si les battements artériels aux tempes sont bien observés, ils sont vus comme manifestation pathologique. Ce savoir vasculaire peut servir d'indice de datation d'un texte hippocratique. Ces textes montrent le renversement progressif d'un point de vue : les spéculations anatomiques se font d'abord à partir de la pratique médicale, mais la démarche inverse tend à s'imposer, c'est la pratique médicale qui doit se baser sur l'intérieur observable du corps.

#### Digestion et génération
Les organes digestifs sont mal connus. L'estomac ne joue pas un rôle important, le siège de la digestion est le « ventre » ou « cavité » koiliè sous le diaphragme. La digestion est vue comme une sorte de lutte où la nature humaine triomphe de la nature de l'aliment, ou encore comme une sorte de cuisson dans une marmite, ou de fermentation dans une cuve.
Les œufs de poule servent de modèle pour comprendre le développement du fœtus humain, et la description de l'utérus humain ressemble en fait à ce qui peut s'observer chez l'animal. L'utérus féminin est l'organe qui suscite le plus l'imagination chez le médecin hippocratique. La matrice peut voyager subitement à travers tout le corps, desséchée ou échauffée, elle court se jeter vers des organes plus humides ou plus frais, des jambes à la tête, c'est la « suffocation de matrice », modèle précurseur de l'hystérie. La matrice paraît dotée d'une vie propre, c'est comme un animal de compagnie récalcitrant, que l'on peut attirer par des saveurs sucrées ou refouler par des mauvaises odeurs.
La menstruation est vue comme un processus absolument nécessaire de purification, d'évacuation de mauvais sang. Le fait de ne pas avoir ses règles normales est considéré comme très dangereux, et le début de la ménopause est compris comme une stagnation de poison ou de putréfaction, dans le corps de la femme. Ces conceptions auront une profonde influence jusqu'au XIXe siècle.

#### Cerveau et lieux spongieux
Le cerveau est vu comme un organe double (les deux hémisphères) séparé par une membrane. La moelle épinière reste aussi vague, selon l'auteur du traité Des chairs, elle n'est pas semblable à la moelle des os, car elle est la seule à avoir des enveloppes en étant réunie au cerveau. L'auteur de La maladie sacrée fait du cerveau le siège de l'intelligence et de la sensation, et refuse le cœur ou le diaphragme comme sièges des émotions. L'intelligence procède du cerveau, réceptacle des sensations, par l'intermédiaire de l'air et du sang.
Le cerveau agit aussi comme une éponge, attirant à lui les humeurs du corps pour les distribuer à nouveau. Les hippocratiques attribuent aux autres organes de nature spongieuse (poumons, rate, foie…) un rôle prédominant de régulation des humeurs.

### Théorie des humeurs
Les textes hippocratiques présentent différentes théories sur le rôle et la fonction des humeurs (fluides liquides du corps) correspondant à une phase de formation ou de discussions. Cette phase aboutit à une théorie d'ensemble dite théorie des quatre humeurs, exposée nettement dans le traité De la nature de l'homme. Ce traité est attribué à Polybe de Cos, disciple et gendre d'Hippocrate. Cette théorie deviendra la grande théorie hippocratique par excellence, alors qu'il ne s'agit, au temps d'Hippocrate, que d'un point de vue minoritaire, toujours contesté par de nombreux auteurs plus tardifs.
Cette théorie des quatre humeurs avait l'avantage d'être « un système d'une parfaite clarté pour rendre compte d'un monde intérieur entièrement obscur ». Elle relie les quatre humeurs aux quatre éléments, et aux quatre saisons, en établissant quatre tempéraments englobant le corps et l'âme ou esprit (soma et psyché). Cette dernière théorie, achevée et popularisée par Galien, est celle qui dominera la pensée médicale jusqu'à l'époque moderne.
La ou les théorie(s) des humeurs rassemblent des données empiriques médicales, et des éléments philosophiques présocratiques. Les historiens divergent sur l'interdépendance médecine / philosophie (si l'une a préparé ou influencé l'autre, ou l'inverse), de même il existe un débat (en épistémologie de la médecine) sur les rapports observation / théorie (par exemple si une observation sans pré-supposé théorique est possible).

#### Données empiriques
Divers fluides ou liquides s'écoulent du corps en état de santé ou de maladies et de blessures : urine, sperme, sang, selles, pus, crachats, écoulements du nez ou de l'oreille. Cette évacuation extérieure met sur la voie d'une représentation intérieure où les liquides coulent (rhein) dans le corps. Le corps est le siège d'une hydraulique et d'une hydrographie, avec sources, rivières et embouchure, du haut vers le bas, selon la voie du moindre obstacle. Cette conception survit dans le langage populaire « rhume de cerveau », c'est-à-dire flux (rheuma) par le nez, provenant d'une source située plus haut, le cerveau.
Les textes hippocratiques n'accordent pas de nombre fixe aux principales humeurs qui sont deux, trois ou quatre. La plupart accordent une importance pathologique à deux fluides, le phlegme et la bile. Des textes postérieurs distinguent bile jaune et bile noire, les derniers établissent quatre humeurs (sang, phlegme, bile jaune et bile noire).
Le phlegme est un terme grec désignant à l'origine une substance associée à la combustion ou à l'inflammation (on le retrouve dans des vieux termes médicaux comme phlegmasie - inflammation - ou anti-phlogistique - anti-inflammatoire -, ou toujours actuel comme phlegmon). Au Ve siècle avant J.-C., il change de sens pour désigner une substance froide, blanche et collante, comme celle du mucus du nez, des crachats, de certains dépôts dans les urines… ou présente dans des fluides corporels (aujourd'hui lymphe, liquide cérébrospinal, liquide synovial…),. Dans ce dernier sens, le phlegme sera appelé pituite à partir du XVIe siècle.
La bile (qui sera précisée bile jaune) est présente dans les vomissements et la diarrhée, c'est un irritant qui interfère avec la bonne digestion. De nombreux textes placent les maladies entre deux pôles : le phlegme et la bile avec leurs occurrences saisonnières opposées (rhume hivernal et dysenterie estivale).
La bile noire ou atrabile apparait plus tardivement, elle est d'abord présente dans les textes, non comme une substance, mais comme une maladie « la mélancolie », considérée comme un état physique de transformation de sang ou de phlegme. La plupart des chercheurs estiment que « la bile noire n'a vu le jour que pour expliquer les maladies de la bile noire » avant de devenir une humeur distincte corroborée par la couleur des verrues, des nævus, de plaies et cicatrices, et d'hémorragies de sang noir veineux.
Enfin, cette bile noire peut s'opposer au sang rouge qui entretient et donne la vie.

#### Rapports philosophiques
Si la médecine hippocratique est influencée par les philosophes présocratiques, elle cherche aussi en tant que médecine à affirmer son autonomie. C'est ici que les textes hippocratiques divergent, paraissant même polémiquer entre eux.
Des textes, dits de médecine philosophique, s'appuient sur la primauté de la philosophie naturelle pour établir la nature de l'homme afin de pratiquer la médecine. On y retrouverait les influences diverses d'Anaxagore, d'Héraclite, d'Empédocle, de Démocrite… Ainsi le traité Des vents fait de l'air l'élément constituant essentiel, ce qui est proche d'Anaximène de Milet. D'autres traités se basent sur deux éléments (feu et eau, Du Régime) ou sur trois (feu, terre et air, Chairs), etc.
Au moins deux grands textes présentent un point de vue inverse. Selon De l'ancienne médecine : c'est la connaissance et la pratique médicale qui permet, à partir de chaque homme réel, de connaitre la vraie nature de l'homme dans ses différentes catégories. « La médecine n'est plus à la remorque d'une anthropologie philosophique, elle devient elle-même science de l'homme ».
De la nature de l'homme récuse aussi la médecine philosophique fondée sur un seul, deux ou trois éléments constitutifs de l'univers, systèmes insuffisants pour rendre compte de la totalité des phénomènes médicaux. La « vraie médecine » doit se baser sur les humeurs corporelles telles qu'on peut les observer selon la constitution individuelle idiosyncrasie, le régime, les lieux, le climat, les saisons… L'auteur présente alors son propre modèle, reprenant celui d'Empédocle (4 éléments cosmiques liés à 4 qualités fondamentales) pour son potentiel explicatif.

#### Quelques concepts
Selon ce modèle, « le corps humain est composé de quatre humeurs dont le juste tempérament est la condition de la santé ». La maladie est considérée comme évoluant en trois phases :
1. changement des humeurs, en qualité ou en quantité (transformation ou déséquilibre).
2. la coction : réactions de « cuisson », par exemple la fièvre.
3. la crise : évacuation réussie ou pas de l'humeur mauvaise ou en excès.

La « crise » est le moment précis et décisif où tout peut basculer : soit la maladie commence à triompher, et le patient peut succomber, soit à l'inverse la guérison débute, et le malade peut se rétablir. Ces crises sont censées revenir à date régulière selon des « jours critiques ». Si une crise survient au cours d'une journée éloignée d'un « jour critique », cette crise est décisive de façon définitive (Des épidémies I, 3).
Sont ainsi distinguées des affections des jours pairs et des jours impairs, de différentes périodes, ainsi que les fièvres quartes, quintanes, septanes, nonantes... Il s'agit d'une sorte de numérologie, où le nombre joue un rôle de principe organisateur, analogue à celui d'Hésiode (jours fastes et néfastes) ou de Pythagore (proportions et harmonie). C'est une mystique des nombres qui, à partir de la réalité clinique des fièvres intermittentes, cherche à appréhender le déroulement de toutes les maladies.

## Thérapeutique

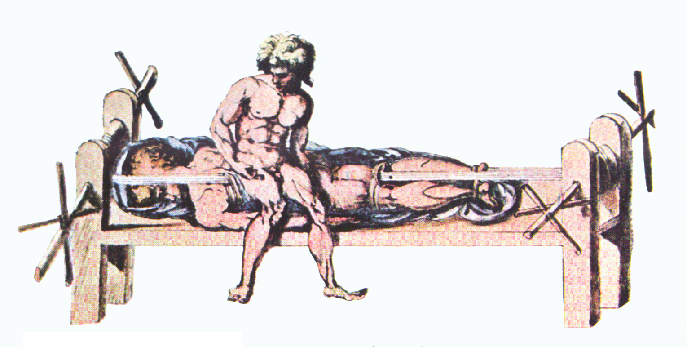
Dessin d'un banc d'Hippocrate d’une édition byzantine d’un ouvrage de Galien au IIe siècle.

S'il existe bien une rupture avec les moyens magiques et incantatoires, il y a aussi une continuité avec les autres moyens déjà connus, au nombre de trois : les remèdes, les incisions (« le fer »), les cautérisations (« le feu »).

### Remèdes
Plus de 380 noms de plantes (en très grande majorité), de substances animales et minérales se retrouvent dans le Corpus. La plupart d'entre eux ont été identifiés, au moins de façon générique. La posologie est approximative, et les prescriptions ne correspondent pas toujours à des données modernes, par exemple l'huile de lin n'est pas utilisée comme laxatif courant, mais pour traiter les maladies de l'utérus.
Si la valeur de nombreux remèdes peut être confirmée du point de vue moderne, on trouve aussi des utilisations de type magique ou symbolique, notamment dans le domaine gynécologique.
Ces remèdes visent essentiellement à évacuer les humeurs mauvaises par le haut (vomitifs, expectorants…), ou par le bas (purgatifs, diurétiques…). À cela peuvent s'ajouter fumigation, bains de vapeurs… L'un des remèdes les plus puissants, alors discuté, était l'hellébore. Plusieurs textes hippocratiques mettent en garde contre les effets néfastes d'une « superpurgation », ce sont les premiers textes à exposer des excès, accidents et erreurs thérapeutiques, ou iatrogénèse.
En règle générale, la médecine hippocratique est très respectueuse du patient, le traitement est doux, tout en cherchant à garder le patient propre et à prévenir toute aggravation. Par exemple, l'eau propre ou le vin étaient utilisés pour préparer les lieux d'incisions. Des baumes apaisants (émollients) étaient parfois utilisés.

### Incisions
Elles ont pour but d'évacuer les liquides impurs, lorsque les remèdes n'ont pas été suffisants. La saignée est le moyen le plus souvent utilisé. Les textes donnent la liste des nombreux points où l'on pouvait saigner, en se basant sur l'état de la maladie et sur la force du malade.
Une méthode souvent employée était celle des ventouses scarifiées, consistant à pratiquer une petite incision suivie de l'apposition d'une ventouse.
L'incision permet aussi d'évacuer le pus d'un abcès, les liquides d'épanchements ou autres collections suppurées.

### Cautérisations
Elles apparaissent comme les moyens ultimes. L'emploi des cautères consiste à provoquer des brûlures cutanées en des endroits précis afin de barrer la route au cheminement du mal. Le patient cautérisé, couverts de cicatrices, est une figure de la comédie antique.
Par ailleurs, les hémorroïdes, qu’on croyait causées par un excès de bile et de phlegme, étaient traitées par excision et cautérisation. D'autres traitements tels que l'application de différents baumes sont également proposés,. Les utilisations du spéculum rectal, un dispositif médical courant, sont exposés dans le Corpus hippocratique. Ce qui constitue la première référence connue à l’endoscopie,.

### Chirurgie orthopédique
Les traités chirurgicaux sont principalement Des articulations, Des fractures, Plaies de tête… On y trouve des conseils sur la réduction des luxations et des fractures simples. L'auteur montre une bonne connaissance des blessures typiques et de toutes sortes de fractures. Sa maîtrise technique lui permet de pratiquer jusqu'à la trépanation (enlever un morceau d'os crânien). Il distingue la simple fêlure de l'apophyse d'une vertèbre (douloureuse mais peu grave) d'une fracture-luxation du corps vertébral, beaucoup plus dangereuse.
Ces textes impliquent un savoir anatomique (osseux) et un savoir-faire technique (palpation, manipulation). L'auteur se veut simple et prudent, refusant l'utilisation d'appareils compliqués (servant à la réduction des fractures par extension-traction), et les manœuvres téméraires hasardeuses. Il refuse de faire de l'art médical un spectacle, préférant l'intérêt de son patient aux applaudissements de la foule.

## Diététique et régimes de vie
La diététique tient une place centrale dans la thérapeutique hippocratique. Selon des textes comme Du Régime (vers 400 av. J.-C.), Des aliments, Du régime dans les maladies aiguës, c'est le moyen le plus sûr de traiter la maladie et ce, dès le début.
De l'ancienne médecine fait de l'invention de la cuisine le début de la médecine. En inventant la cuisine, les hommes passent du cru indigeste au cuit bénéfique. La cuisine fonde et entretient une nature humaine qui se distingue de celle des bêtes sauvages. En cela les savoirs et techniques culinaires inspirent la préparation des remèdes, expliquant l'existence de la médecine.
La diététique vise d'abord à rétablir l'équilibre naturel des quatre humeurs. Par exemple, dans certains cas, par l'utilisation du citron pour son action sur le foie, dont on pensait qu’il était bénéfique lorsque le phlegme (la lymphe) était surabondant. Ou encore, Hippocrate pensait tantôt le repos, tantôt l'exercice, d'une importance souvent capitale.
Selon cette approche, la diététique repose sur quatre idées :
- la digestion est une cuisson des aliments ;
- il est préférable de manger certains aliments crus, ou d'autres légèrement ou longuement cuits, cela pour faciliter la digestion ;
- le corps est composé d'éléments ou humeurs qui déterminent un tempérament général et individuel ;
- il est recommandé de manger une nourriture équilibrée et proportionnée, c'est-à-dire des aliments sans abus correspondant à ses besoins du moment et à son tempérament individuel.

### Aliments et boissons
Dans la diététique hippocratique, on classe les aliments en fonction de leurs propriétés correspondant aux quatre humeurs. Ils peuvent échauffer ou refroidir, humidifier ou assécher. D'autres relâchent le ventre ou le resserrent, sont nourrissants ou amaigrissants, provoquent des renvois ou des vents. Comme pour la médecine traditionnelle chinoise, pour rester en bonne santé au fil des saisons, il faut avoir une nourriture équilibrée et appropriée aux besoins du moment. L’alimentation varie ainsi selon le lieu, le climat et les saisons qui influent sur les humeurs.
Le régime des malades les plus faibles se limitait aux boissons. L'eau est considérée froide et humide et s'oppose au vin sec et chaud. Par analogie de couleurs, le vin rouge est jugé fortifiant pour le sang et le vin blanc diurétique. Les breuvages à base de miel sont fréquemment utilisés comme le mélicrat (le terme hydromel est postérieur à Hippocrate). Le mélicrat est du miel mélangé à de l'eau ou du lait, bu cru ou bouilli. L'oxymel est du miel dans du vinaigre, à dosage variable selon les utilisations.
Ces conceptions qui ont largement dominé la médecine en Occident pendant plus de mille ans ont laissé des traces importantes dans la culture populaire. Cette tradition survit également dans certaines pratiques culinaires (manger du melon avec du jambon cru, en début de repas, des poires au vin en dessert, boire un digestif en fin de repas) ou dans certains conseils diététiques de nos grands-mères (comme ne pas boire en milieu du repas).

### Règles de vie
Cette diététique s'inscrit dans un mode de vie. Hippocrate pensait tantôt le repos, tantôt l'exercice, d'une importance souvent capitale. Les exercices concernent les personnes en bonne santé comme les malades. L'idéal est de trouver pour chacun l'équilibre convenable entre alimentation et exercices. Du régime distingue les exercices naturels comme la promenade, la lecture, le discours, le chant, la musique (écouter de la musique est un exercice de l'âme)… et les exercices intenses qui relèvent de la gymnastique (mouvements des bras, exercices de balançoire, course, lutte…).
Plusieurs genres de bains sont prescrits, chacun ayant leurs propriétés. Sont ainsi distingués le bain par immersion ou par aspersion ; chaud, tiède ou froid ; à jeun ou après le repas ; eau douce ou eau de mer. Les règles d'applications sont très précises, de l'ordre du rituel.
L'alternance veille-sommeil se règle aussi selon les repas et les exercices. L'activité des rêves est prise en compte dans l'évaluation clinique.
Les relations sexuelles peuvent être conseillées ou interdites selon les cas. Le coït est considéré comme échauffant, humidifiant et amaigrissant. Il est déconseillé pour les contusionnés de la poitrine et les femmes enceintes. Pour les jeunes filles atteintes de délire lors de leurs premières règles, se marier au plus vite est alors un gage de guérison.

## Postérité

### Antiquité jusqu'à Galien
Dès l'époque hellénistique (IIIe siècle avant J.-C.), Hippocrate devient un classique. Les commentaires de traités et les glossaires expliquant les mots difficiles se succèdent. Les œuvres d'Hippocrate sont rassemblées à la bibliothèque d'Alexandrie, et chez sa rivale, la bibliothèque de Pergame.
Au Ier siècle après J.-C., les premiers essais d'Histoire de la médecine apparaissent. Ils sont rédigés en latin. Dans sa préface au De medicina, Celse désigne Hippocrate comme le fondateur de la médecine et la plus ancienne autorité, jugement partagé par Scribonius Largus ou Pline l'Ancien. Dès lors les textes hippocratiques font partie du patrimoine culturel : de grands auteurs, de Plutarque à Montaigne, citent Hippocrate dans leurs remarques ou réflexions.
Différentes écoles et courants médicaux se développent, quoique opposés ces courants revendiquent presque tous l'héritage hippocratique, au moins à partir de tel ou tel aspect de son œuvre. D'autres sont plus critiques, comme Asclépiade de Bithynie qui rejette la théorie des humeurs, ou Soranos d'Éphèse qui rectifie les erreurs d'Hippocrate en gynécologie.
Deux médecins au moins poursuivent la tradition hippocratique d'observations de malades (hippocratisme clinique) : Arétée de Cappadoce et Rufus d'Éphèse.
Après Hippocrate, le médecin le plus remarquable de l'Antiquité a été Galien. Au IIe siècle après J.-C., il rédige en grec plus de 25 ouvrages de commentaires sur Hippocrate. Galien présente Hippocrate comme un modèle pour ses contemporains, leur reprochant de le louer en parole, sans l'imiter dans les faits. La majeure partie de ces commentaires a été conservée en grec ou en arabe.
De la sorte, Galien est le principal diffuseur de l'hippocratisme en Occident et en Orient, mais il s'agit d'un Hippocrate adapté aux vues de Galien, intégré dans un galénisme. Il faudra attendre la Renaissance pour voir renaître un hippocratisme basé sur le texte grec d'Hippocrate lui-même.

### Antiquité tardive jusqu'au Moyen Âge
Après la chute de l'Empire romain, les textes d'Hippocrate et Galien persistent à travers de grandes encyclopédies comme celles d'Oribase (IVe siècle), d'Aétius d'Amida (VIe siècle), et enfin les livres de Paul d'Egine (VIIe siècle). De plus, des traductions latines de quelques traités hippocratiques sont entreprises en Italie, particulièrement dans les régions sous influence byzantine.
En Orient, les textes grecs d'Hippocrate sont traduits en syriaque et après la conquête musulmane, en arabe, notamment par Hunayn ibn Ishaq. C'est le début d'un hippocratisme arabe représenté par Rhazès, dont les observations cliniques sont très proches d'un esprit hippocratique, détaché des spéculations théoriques. Ce qui n'est pas toujours le cas de la tradition arabe qui fait d'Hippocrate un patron prestigieux, mais relativement annexe, du galénisme.
En Italie du sud, à partir du XIe siècle, des traductions de l'arabe en latin sont faites par Constantin l'Africain. Après le XIIe siècle, des traductions latines sont faites à partir du grec, mais elles restent rares. De fait les premières universités européennes de Médecine (Bologne, Montpellier, Paris) ne connaissent Hippocrate qu'à travers l'hippocratisme galéno-arabe, c'est-à-dire les textes commentés par Galien (en grec), dont ils ont la version latine à partir de la version arabe.
Dans les facultés de médecine, les Aphorismes sont le texte hippocratique le plus étudié dans les Facultés jusqu'au XVIe siècle.

### Hippocratismes modernes
La Renaissance s'accompagne d'un renouveau hippocratique. La collection Hippocratique est publiée dans toute son ampleur en livres imprimés, en traduction latine d'après le texte grec (Rome, 1525), la première édition du texte grec étant celle de Venise (1526). C'est un retour à la source grecque, à la « pureté d'origine » débarrassée des commentaires et ajouts de Galien et des auteurs arabes.
Les méthodes d'observations cliniques de malades, à la façon d'Hippocrate, sont reprises pour la première fois en Occident par Guillaume de Baillou. De nouveaux courants médicaux, divergents entre eux, mais opposés au galénisme, cherchent tous à se référer à Hippocrate. Par exemple, les partisans de Harvey et de la circulation sanguine, qui réfutent Galien, font d'Hippocrate un précurseur de la circulation sanguine.
La clinique hippocratique est un modèle pour des médecins comme Sydenham (« Hippocrate anglais »), Baglivi, Boerhaave (qui initie l'enseignement « au lit du malade »). En France le « néo-hippocratisme » devient une tradition de l'école de Montpellier, opposé au galénisme de la Faculté de Paris.
L'influence d'Hippocrate déborde le cadre médical. Son traité Des Airs, eaux et lieux aurait inspiré De l'esprit des lois de Montesquieu.
Au début du XIXe siècle, l'empirisme hippocratique est représenté par Laennec, qui voit en Hippocrate son précurseur dans le domaine de l'auscultation et des maladies de poitrine. Les querelles d'écoles de l'époque se projettent sur l'œuvre d'Hippocrate, ce dernier étant tour à tour loué ou fustigé. Par exemple, un médecin français, MS Houdart, qualifiait la méthode thérapeutique d'Hippocrate, qu'il jugeait trop attentiste, de « méditation sur la mort ».
Vers 1860, pour la médecine scientifique, la figure d'Hippocrate reste celle du fin observateur et de l'auteur du Serment, mais sa valeur pratique n'a plus qu'un intérêt historique.
Des thèmes hippocratiques sont repris par des courants de médecine naturelle, comme celui, au début du XXe siècle, du médecin français Paul Carton (1875-1947). La naturopathie se réfère aussi à une philosophie hippocratique, tenant compte des quatre éléments, des tempéraments, du milieu humoral et de la force vitale. Ce néo-hippocratisme est un compromis entre le vitalisme et le galénisme.
Au début du XXIe siècle, les concepts de la médecine hippocratique sont encore mis en pratique, par exemple en Inde musulmane en tant que médecine traditionnelle sous le nom de médecine Yunâni (le terme vient du grec Ionia, qui désigne la côte d'Asie Mineure). Cette médecine traditionnelle, là aussi, est plus un galénisme qu'un hippocratisme.

## Hommages
- Le cratère d'impact Hippocrates sur la face cachée de la Lune et l'astéroïde (14367) Hippocrate de la ceinture principale sont nommés en l'honneur d'Hippocrate.
- Un musée sur l'île grecque de Cos, le musée Hippocrate, lui est consacré.
- La devise de la faculté de médecine de Montpellier (Olim Cous nunc Monspeliensis Hippocrates) rend hommage à l'héritage hippocratique.
- Le Projet Hippocrate (un acronyme de HIgh PerfOrmance Computing for  Robot-AssisTEd Surgery) est un projet de la Carnegie Mellon School of Computer Science et du Shadyside Medical Center, pour élaborer la planification, la simulation et la mise en pratique des technologies pour la prochaine génération des robots de chirurgie assistée par ordinateur[135].
- La 55e promotion des élèves directrices et directeurs d'hôpital de l'EHESP porte le nom d'Hippocrate[136].
- Hippocrate est une série télévisée française créée par Thomas Lilti, développement du film du même nom également réalisé par ce dernier.

### Corpus hippocratique

la, 1657.

Le « Corpus hippocratique » comprend entre soixante et soixante-douze traités médicaux, écrits en langue ionienne entre la fin du Ve siècle av. J.-C. et la fin du IIIe siècle av. J.-C., réunis vers le IIe siècle av. J.-C. à Alexandrie. À l'exception de La Nature de l'homme (probablement écrite par Polybe, le gendre d'Hippocrate, vers 410 av. J.-C.), aucun de ces traités ne peut être clairement et définitivement attribué à Hippocrate ou à un quelconque auteur. Toutefois, on regroupe sous l'école de Cos : La Nature de l'homme, Airs, eaux, lieux, Prénotions coaques, Pronostics, La Maladie sacrée ; sous le nom d'école de Cnide : Sentences cnidiennes, Affections internes.
- Œuvres complètes d'Hippocrate, trad. Émile Littré, Paris, 1839-1861, 10 vol.
- Hippocrate, trad., Les Belles Lettres : L'Ancienne Médecine (t. II, 1re partie) (fin du Ve siècle av. J.-C.) ; Airs, eaux, lieux (II, 2) ; La Maladie sacrée (II, 3) (influence de Diogène d'Apollonie) ; Épidémies ; Des vents (V, 1) ; De l'art (V, 1) ; Du régime (VI, 1) ; Du régime des maladies aiguës (VI, 2) ; De l'aliment ; De l'usage des liquides ; Plaies, nature des os, cœur, anatomie (VIII) ; Maladies ; De la génération (XI) ; De la nature de l'enfant (XI) ; Du fœtus de huit mois (XI) ; Des lieux dans l'homme (XIII) ; Du système des glandes ; Des fistules ; Des hémorroïdes (XIII) ; De la vision ; Des chairs ; De la dentition (XIII).
- Hippocrate, L'Art de la médecine, Paris, GF Flammarion, 1999, 362 p.

### Études sur Hippocrate

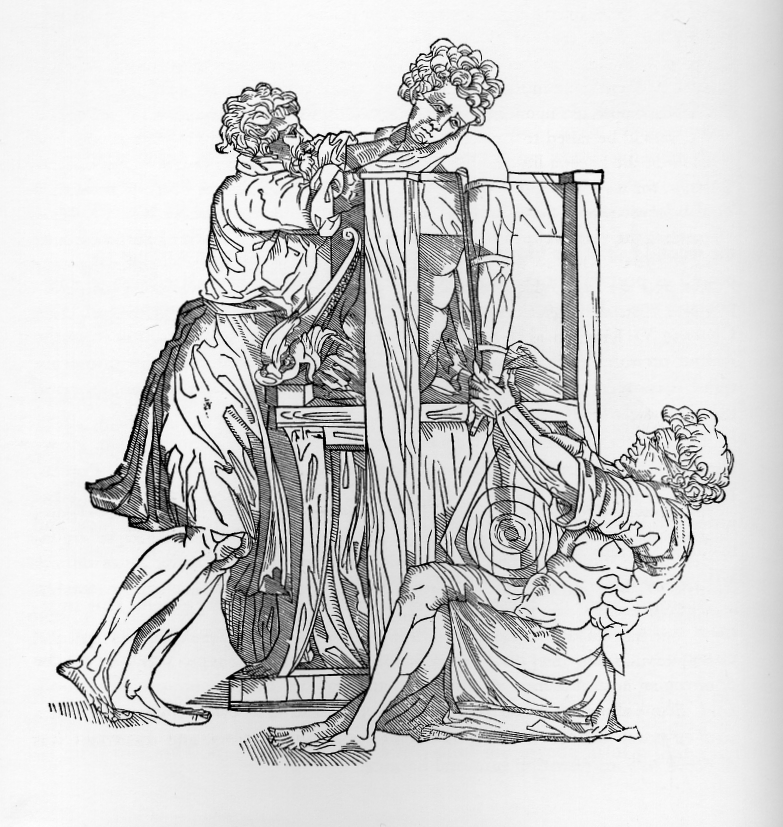
Une gravure sur bois représentant la réduction d’une épaule luxée avec un dispositif hippocratique.

- Luciana Rita Angeletti, « Le concept de vie dans la Grèce ancienne et le serment d’Hippocrate », Revue Philosophique de Louvain, vol. 90, no 86,‎ 1992, p. 156-179 (lire en ligne, consulté le 8 mars 2020).
- Laurent Ayache, Hippocrate, Paris, PUF, coll. « Que sais-je ? », 1992, 127 p. (ISBN 2-13-044736-8).
- (it) Alberto Jori, Medicina e medici nell'antica Grecia. Saggio sul 'Perì téchnes' ippocratico, Bologne, édition il Mulino, 1996, 480 p. (ISBN 88-15-05792-7).
- Jacques Jouanna, Hippocrate, Paris, Fayard, 1992, 648 p. (ISBN 2-213-02861-3).
- (en) Francis Adams, The Genuine Works of Hippocrates, New York, William Wood and Company, 1886 (lire en ligne).
- (en) Michael Boylan, « Hippocrates », Internet Encyclopedia of Philosophy, 2006 (consulté le 28 septembre 2006).
- (en) Encyclopedia Britannica, Hippocrates, vol. 13, Encyclopedia Britannica, Inc., 1911 (lire en ligne), p. 519.
- (en) Cătălin Enache, Ontology and Meteorology in Hippocrates' On Regimen, Mnemosyne 72 (2019), 173-96.
- (en) Robert A. Schwartz, Gregory M. Richards et Supriya Goyal, « Clubbing of the Nails », Medscape Reference,‎ 28 février 2012 (lire en ligne, consulté le 11 juin 2012).
- (en) Fielding H. Garrison, History of Medicine, Philadelphie, W.B. Saunders Company, 1966.
- (en) AIa Fishchenko et SD Khimich, Modification of the Hippocratic cap-shaped bandage, vol. 1, Klin Khir, 1986, p. 72.
- Ann Ellis Hanson, Hippocrates : The “Greek Miracle” in Medicine, Lee T. Pearcy, The Episcopal Academy, Merion, PA 19066, États-Unis, 2006 (lire en ligne)
- (en) P.G. Jani, « Management of Haemorrhoids: A Personal Experience », East and Central African Journal of Surgery, vol. 10, no 2,‎ 2005, p. 24–28.
- Helgi Örn Jóhannsson, Haemorrhoids : Aspects of Symptoms and Results After Surgery, Uppsala University, 2005, 90 p. (ISBN 91-554-6399-1).
- (en) Hippocrates, « On the Sacred Disease », Internet Classics Archive: The University of Adelaide Library, 2006 (consulté le 17 décembre 2006).
- (en) « Democritus », The University of Tennessee at Martin, 2006 (consulté le 17 décembre 2006).
- (en) W. H. S. Jones, Hippocrates Collected Works I, Cambridge Harvard University Press, 1868 (lire en ligne).
- (en) Samuel Leff et Vera Leff, From Witchcraft to World Health, Londres et Southampton, Camelot Press Ltd., 1956.
- Jean Lombard, La Pratique, le discours et la règle, Hippocrate et l'institution de la médecine, L'Harmattan, 2015  (ISBN 978-2-343-06371-3).
- (en) Ralph H. Major, Classic Descriptions of Disease, Springfield (Illinois), 1965.
- (en) Charles V. Mann, Surgical Treatment of Haemorrhoids, Londres, Springer, 2002, 256 p. (ISBN 1-85233-496-7).
- (en) Roberto Margotta, The Story of Medicine, New York, Golden Press, 1968.
- (en) Félix Martí-Ibáñez, A Prelude to Medical History, New York, MD Publications, Inc., 1961.
- (en) National Library of Medicine, « Images from the History of Medicine », National Institutes of Health, 2006 (consulté le 17 décembre 2006).
- (en) National Library of Medicine, « Objects of Art: Tree of Hippocrates », National Institutes of Health, 2000 (consulté le 17 décembre 2006).
- (en) NCEPOD, Scoping our practice, Londres, National Confidential Enquiry into Patient Outcome and Death, 2004 (ISBN 978-0-9539240-3-5, lire en ligne [PDF]).
- (en) Sherwin B Nuland, Doctors : The Biography of Medicine, Knopf, 1988, 552 p. (ISBN 0-394-55130-3).
- Vivian Nutton (trad. de l'anglais), La médecine antique, Paris, Les Belles Lettres, 2016, 562 p. (ISBN 978-2-251-38135-0)
- (en) Jody Rubin Pinault, Hippocratic Lives and Legends, Leyde, New York, Cologne, Brill Academic Publishers, 1992, 159 p. (ISBN 90-04-09574-8).
- (en) « Project Hippocrates », Center for Medical Robotics and Computer Assisted Surgery, Carnegie Mellon School of Computer Science, 1995 (consulté le 30 décembre 2006).
- (en) Ira M. Rutkow, Surgery : An Illustrated History, Londres et Southampton, Elsevier Science Health Science div, 1993, 550 p. (ISBN 0-8016-6078-5).
- (en) Charles Singer et E. Ashworth Underwood, A Short History of Medicine, New York et Oxford, Oxford University Press, 1962.
- (en) J. Shah, « Endoscopy through the ages », BJU International, Londres, Academic Surgical Unit and Department of Urology, Imperial College School of Medicine, St. Mary's Hospital, vol. 89, no 7,‎ 2002, p. 645–652 (PMID 11966619, DOI 10.1046/j.1464-410X.2002.02726.x).
- William Smith, Dictionary of Greek and Roman Biography and Mythology, vol. 2, Boston, Little, Brown, and Company, 1870 (lire en ligne)

### Autres lectures
- Gaston Baissette, Hippocrate, Paris, Bernard Grasset, 1931.
- (it) Alberto Jori, Medicina e medici nell'antica Grecia. Saggio sul 'Perì téchnes' ippocratico, Bologne (Italie), il Mulino, 1996.
- (en) M. D. Kalopothakes, An essay on Hippocrates, Philadelphie, King and Baird Printers, 1857 (lire en ligne).
- (it) Francesco Lopez, Il pensiero olistico di Ippocrate. Percorsi di ragionamento e testimonianze., vol. I, Cosenza (Italie), Edizioni Pubblisfera, 2004.
- (en) Pline l'Ancien, Natural History: Book XXIX, translated by John Bostock. See original text in Perseus program.
- (en) Wesley D. Smith, Hippocratic Tradition, Cornell Univ Pr, 1979, 272 p. (ISBN 0-8014-1209-9).
- (it) Massimo Fioranelli et Pietro Zullino, Io, Ippocrate di Kos ; presentazione di Giorgio Cosmacini ; prefazione di Giorgio Oppo, Rome-Bari, Laterza, 2008, 138 p. (ISBN 978-88-420-8787-8). Édition 2009.

#### Bases de données et dictionnaires
- Ressources relatives aux beaux-arts :   - British Museum
  - Sandrart.net
  - Union List of Artist Names
- Ressources relatives à la recherche :   - Biodiversity Heritage Library
  - Internet Encyclopedia of Philosophy
- Ressource relative à la santé :   - Bibliothèque interuniversitaire de santé
- Notices dans des dictionnaires ou encyclopédies généralistes :   - Britannica
  - Den Store Danske Encyklopædi
  - Deutsche Biographie
  - Enciclopedia italiana
  - Encyclopædia Iranica
  - Gran Enciclopèdia Catalana
  - Hrvatska Enciklopedija
  - Internetowa encyklopedia PWN
  - Nationalencyklopedin
  - Proleksis enciklopedija
  - Store norske leksikon
  - Treccani
  - Universalis
  - Visuotinė lietuvių enciklopedija
- Notices d'autorité :   - VIAF
  - ISNI
  - BnF (données)
  - IdRef
  - LCCN
  - GND
  - Italie
  - Japon
  - CiNii
  - Espagne
  - Belgique
  - Pays-Bas
  - Pologne
  - Israël
  - NUKAT
  - Catalogne
  - Suède
  - Vatican
  - WorldCat